# Туризм в Ливане

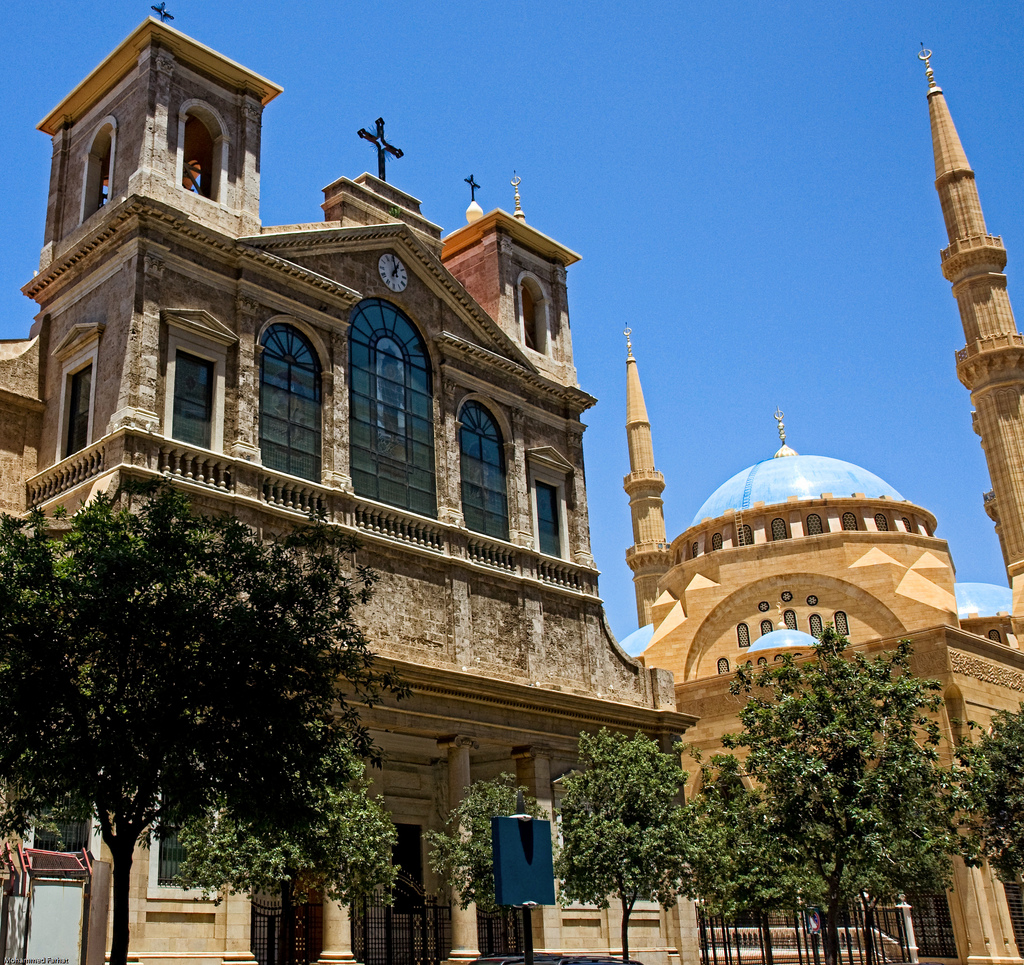
Центр Бейрута

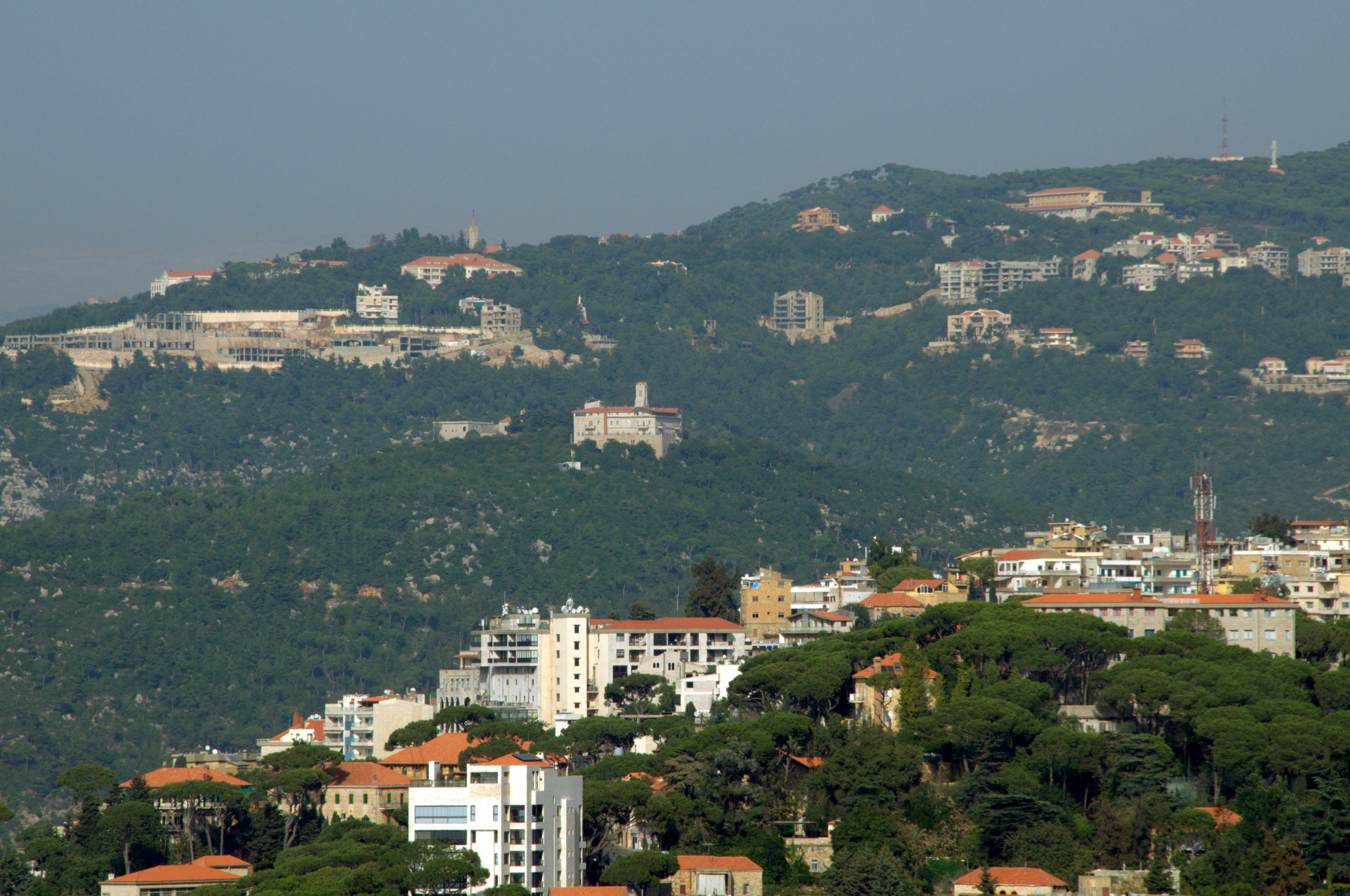
Горный Ливан

Туризм в Ливане играет важную роль для местной экономики и по сей день остаётся одним из основных источников дохода для Ливана. До гражданской войны в Ливане, Бейрут был международным культурным, финансовым и деловым центром, который неофициально именовали «Парижем Ближнего Востока».
Большое количество памятников древней истории и культуры Ливана являются притягательным фактором для туристов со всего мира. В Ливане находятся руины древнеримских сооружений, хорошо сохранившиеся средневековые замки, известняковые пещеры, церкви и мечети, а также прекрасные средиземноморские пляжи с круглосуточной ночной жизнью и дискотеками. Ливан — одна из немногих арабских стран, которая имеет горнолыжные курорты.
После гражданской войны правительство Ливана прилагает немалые усилия для развития туристического сектора экономики. В Ливан вернулись многие международные гостиничные сети, в 1996 году вновь открылись казино, расширены и модернизированы крупнейшие горнолыжные курорты — Фарайа, Мзаар и Лаклук. Большое число ливанцев, проживающих за рубежом, регулярно возвращаются в страну в течение летнего сезона.

## Статистика

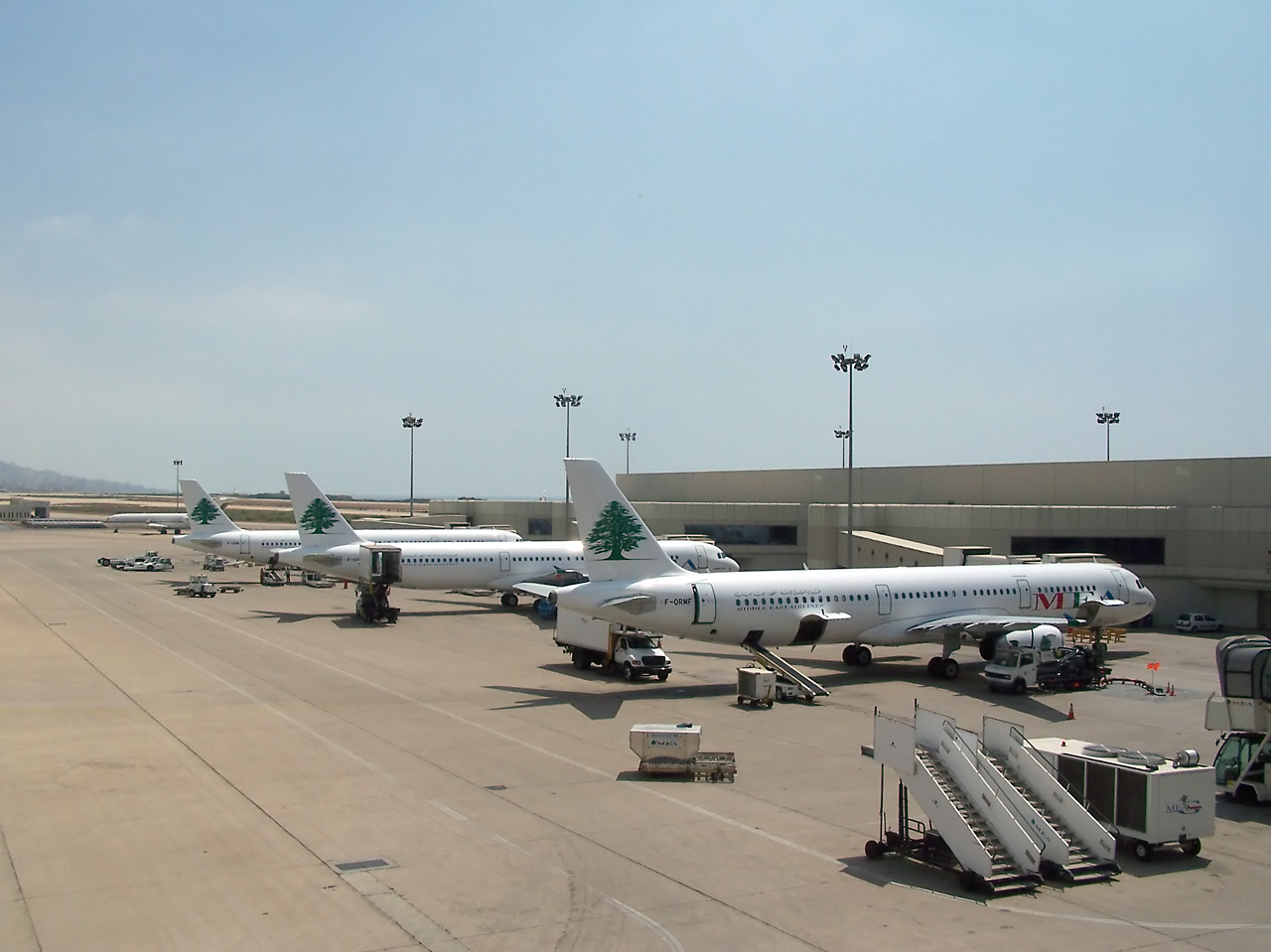
Airbus A320 в международном аэропорту Бейрута.

На протяжении двух десятилетий, предшествовавших гражданской войне, на долю туризма приходилось почти 20 % ВВП Ливана. После окончания гражданской войны доля туризма в ВВП вновь стала рости, но пока не достигла довоенного уровня, в частности, в 1999 году она составляла порядка 9 % ВВП. В период 1996—2000 годов приток туристов в страну рос на 14 процентов в год, в 2005 году поступления от туризма на душу населения достигли $1433. В 2006 году министерство туризма Ливана насчитало 373037 посещений наиболее популярных туристических мест страны. В 2009 году Ливан принял около двух миллионов туристов, побив предыдущий рекорд 1974 года — 1,4 миллиона туристов. В этом году рост числа туристов в Ливане вырос на 39 % по сравнению с предыдущим годом — максимальный прирост в мире, по данным Всемирной туристской организации. Этот факт широко освещался рядом международных СМИ, в том числе New York Times, CNN и Paris Match. Рекордные темпы роста притока туристов обусловлены ростом политической стабильности и безопасности в стране. По словам министра туризма Ливана, годовой доход страны от туризма составил $7 млрд, около 20 % ВВП. Несмотря на недавний рост популярности Ливана в качестве туристического направления, США и ряд других стран настоятельно рекомендуют своим гражданам избегать поездок в Ливан из соображений безопасности.
| Год  | Въехало туристов из-за рубежа | Удельный вес в объёме туристического рынка Ближнего Востока |
| ---- | ----------------------------- | ----------------------------------------------------------- |
| 1995 | 450,000                       |                                                             |
| 2000 | 472,000                       | 3.1 %                                                       |
| 2003 | 1,016,000                     |                                                             |
| 2004 | 1,278,000                     |                                                             |
| 2005 | 1,140,000                     | 2.9 %                                                       |
| 2010 | 2,351,081                     |                                                             |
| 2011 | 2,001,811                     |                                                             |

## Главные достопримечательности

### Крепости и форты

Форт Мсейла

Форт Мсейла — средневековая крепость, расположенная к северу от города Батрун. Была построена эмиром Фахруддином II в XVII веке, чтобы охранять путь из Триполи в Бейрут. Крепость расположена на длинной узкой известняковой скале рядом с рекой Нар эль-Джаз, стены её возведены из блоков песчаника, который добывается на близлежащего побережья. Толщина стен в диапазоне от 1,5 до 2 метров. Большинство известняковых блоков являются остатками сооружения, по-видимому также оборонительного характера, располагавшегося ранее на этом месте. К крепости ведёт узкая дорога, заканчивающаяся лестницей с северной стороны. Главные ворота крепости ведут в сводчатый вестибюль, а затем в узкий треугольный двор, откуда идёт узкий (около метра в ширину) проход к комнате западной башни. В возвышенную часть крепости можно попасть через восточную сторону главного двора. Пройдя через главный двор в зал, а затем через три сводчатых помещения, можно выйти к восточной башне крепости.

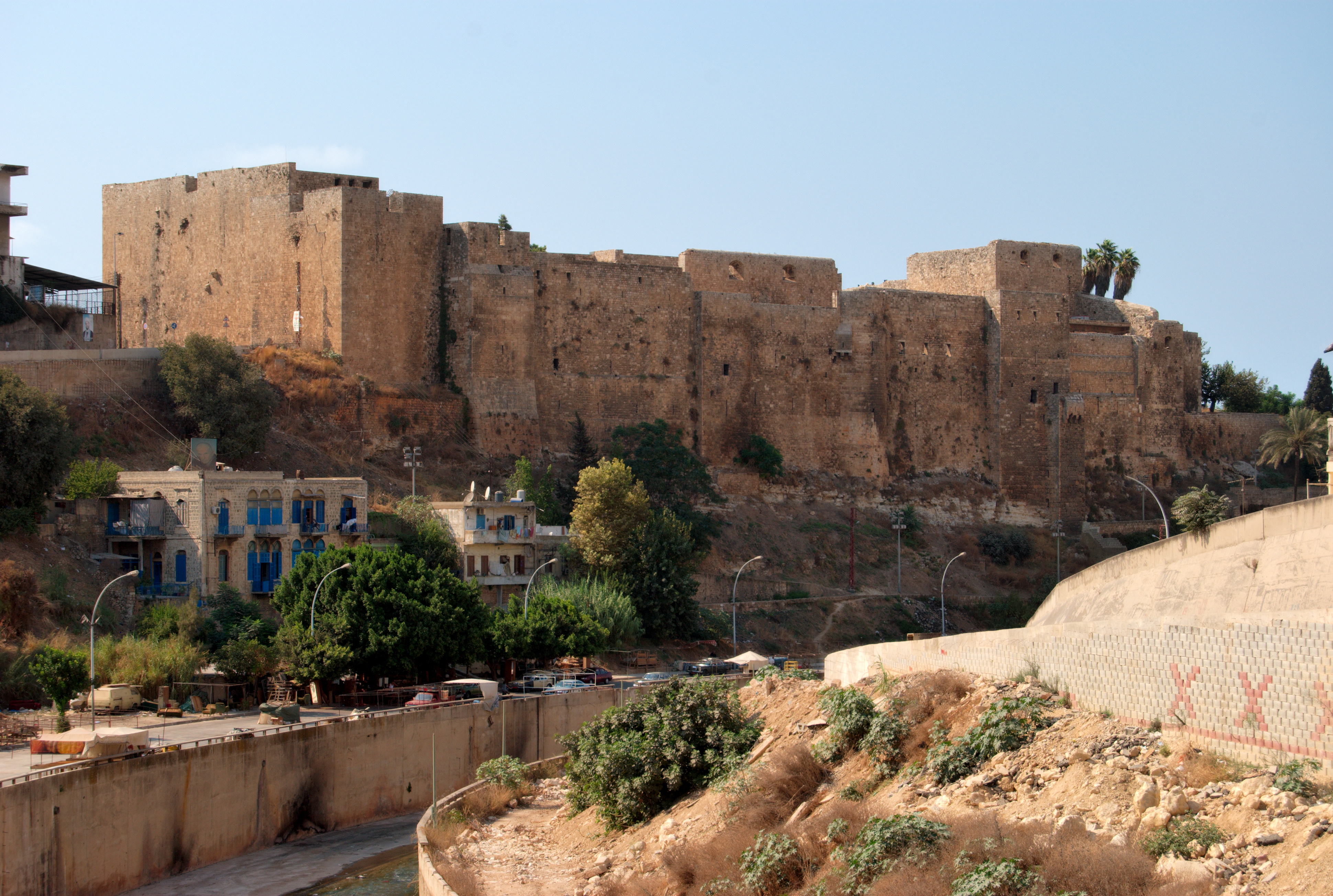
Цитадель Раймунд де Сен-Жиль

Цитадель Раймунд де Сен-Жиль расположена в Триполи. Получила своё название от имени Раймунда IV, графа Тулузского и предводителя крестоносцев, который начал строительство цитадели на вершине холма в Триполи в 1103 году при осаде города. Позже, Раймунд расширил крепость и назвал её Mont Peregrinus («Гора пилигримов»). Первоначальное сооружение было сожжено в 1289 году, восстановлено, и затем реконструировано в 1307—1308 эмиром Эссендемиром Курджи. Часть крепости была перестроена во времена Османской империи, эту часть можно увидеть и сегодня — с массивными оттоманскими воротами, над которыми размещены изображения султана Сулеймана Великолепного, при котором прошла реставрация крепости. В начале 19 века, крепость была воссоздана по распоряжению губернатора Триполи Мустафы Ага Барбара.

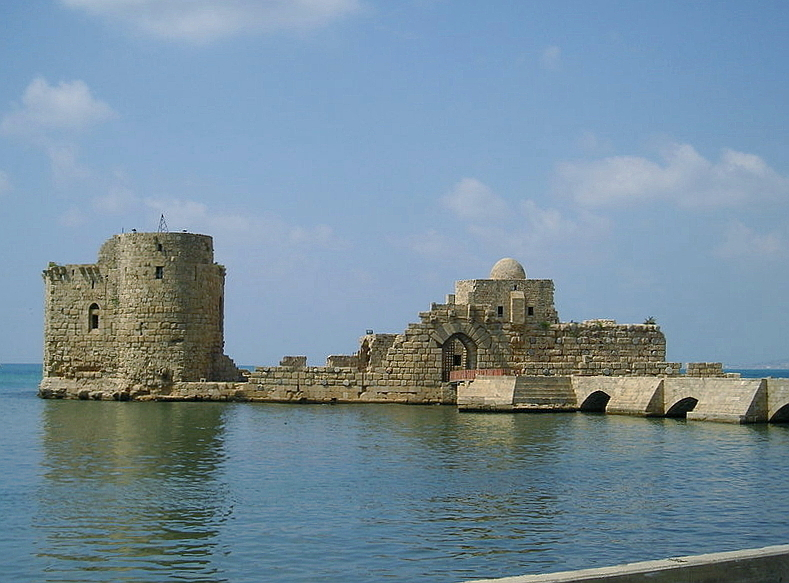
Морской замок в Сидоне

Морской замок Сидона — одно из самых известных мест в южноливанском городе Сидон. Построен в XIII веке крестоносцами как крепость на небольшом острове, связанном с материком узким перешейком 80 метров в длину. На этом острове ранее находился храм Мелькарта (финикийской версии Геркулеса). В ходе войн замок был неоднократно повреждён и восстанавливался после этого. После взятия Сидона мамлюками замок был частично разрушен, но впоследствии перестроен и к нему добавилась длинная дамба. Ещё одна реставрация замка была проведена в 17 веке по распоряжению эмира Фахруддина II. В настоящее время замок состоит из двух башен, соединённых стеной. Из них лучше сохранилась прямоугольная западная башня, расположенная слева от входа. В ней находится большой сводчатый зал со старыми резными капителями и ржавыми пушечными ядрами. Винтовая лестница ведёт на крышу башни, где находятся мечети времён Османской империи. С крыши башни открывается панорама старого города и рыбацкой гавани. Восточная башня сохранилась не так хорошо, она была построена в два этапа: нижняя часть — в эпоху крестоносцев, а верхняя часть построена мамлюками. На морском дне, прилегающем к замку, также находятся останки древнего финикийского города — стен, колонн, лестниц, зданий, статуй и т. д.
Замок Мусса расположен между Дейр-эль-Камаром и Байт-эд-Дином. Замок в одиночку построил ливанский ясновидящий Мусса Абдель Карим аль-Маамари (р.1931), которому потребовалось для этого 60 лет. Согласно легенде, девушка, чьей руки он добивался, сказала, что выйдет замуж только за того, у кого есть собственный дворец. С 1951 по 1962 годы Мусса вёл подготовку к строительству, приобрёл участок земли и разработал проект, а с 1962 начал сооружать замок, украшая его ручными глиняными скульптурами, представляющими различные сцены из деревенской жизни XIX века.

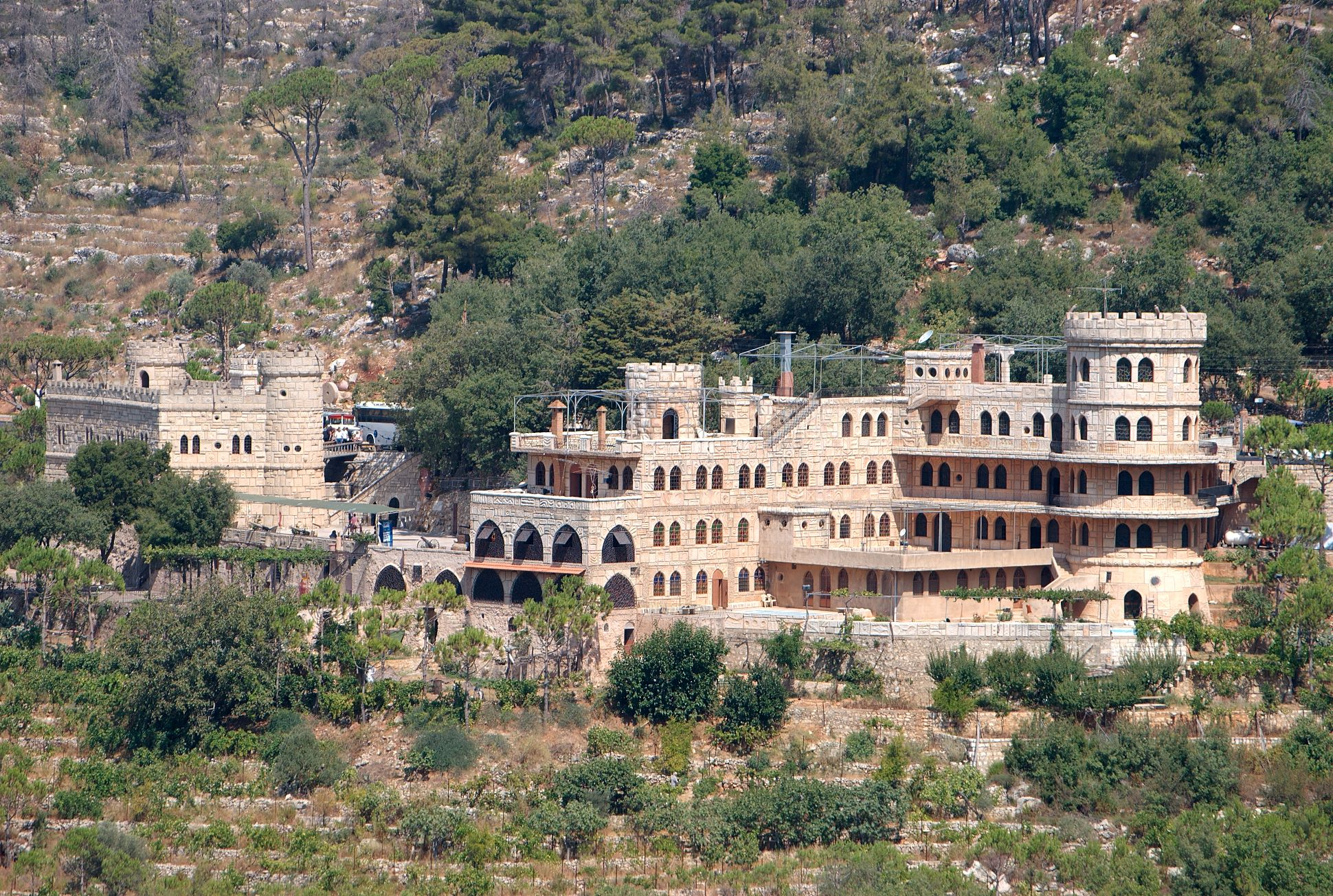
Замок Мусса

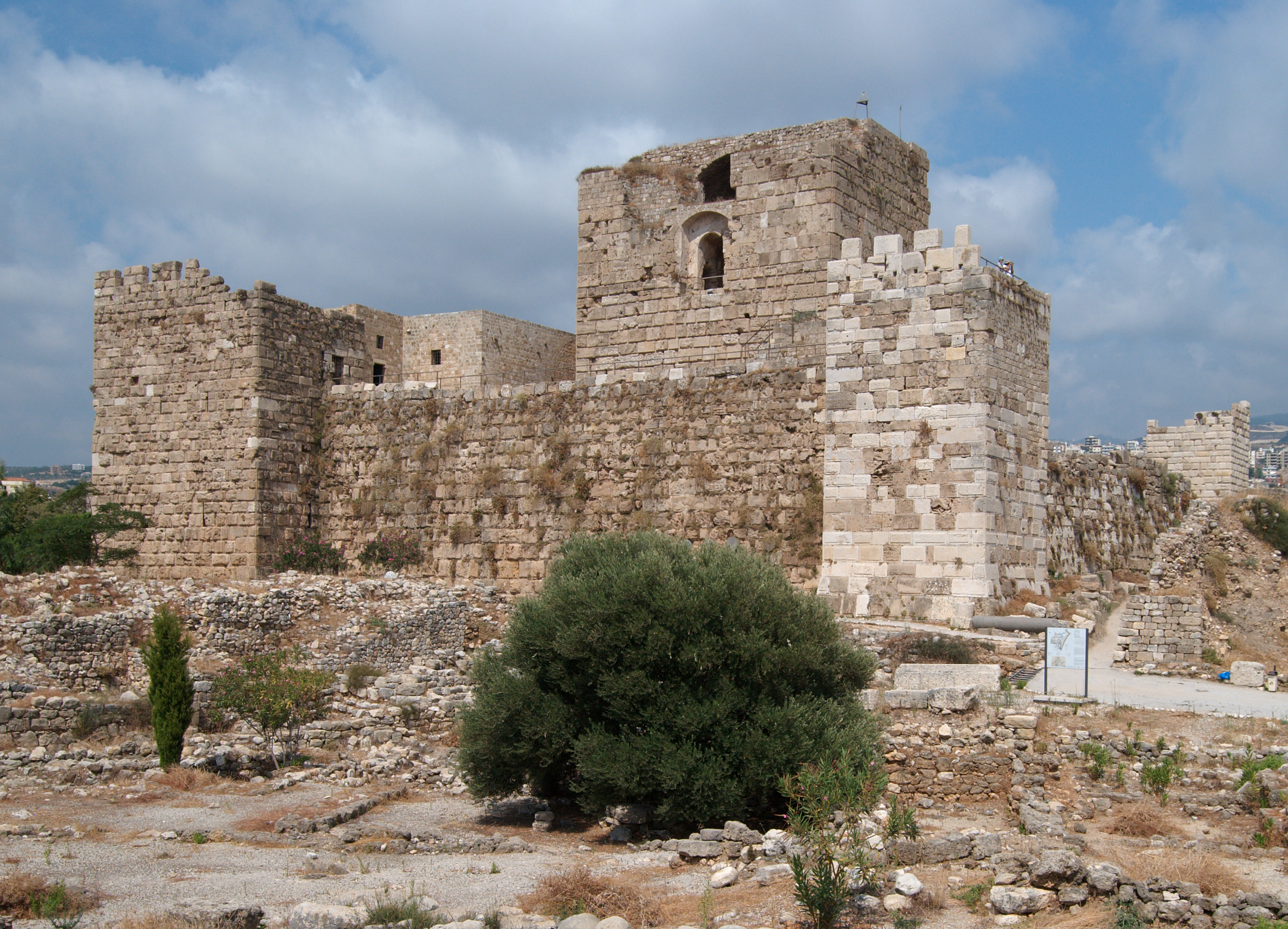
Замок Библа

Замок Библа — средневековый замок в городе Библ. Расположен на месте древней финикийской крепости, построен крестоносцами в XII веке на белой известняковой скале у побережья Средиземного моря и окружён рвом. В 1188 году султан Египта и Сирии Саладин захватил город Библ и по его распоряжению стены замка в 1190 году были разобраны. Позднее крестоносцы отбили Библ и в 1197 году восстановили замок. В 1369 году замок выдержал осаду киприотов из Фамагусты. Рядом с замком находятся несколько египетских храмов, финикийский царский некрополь и римского амфитеатр, что наглядно демонстрирует богатую событиями историю города Библ.

#### Замок Бофор

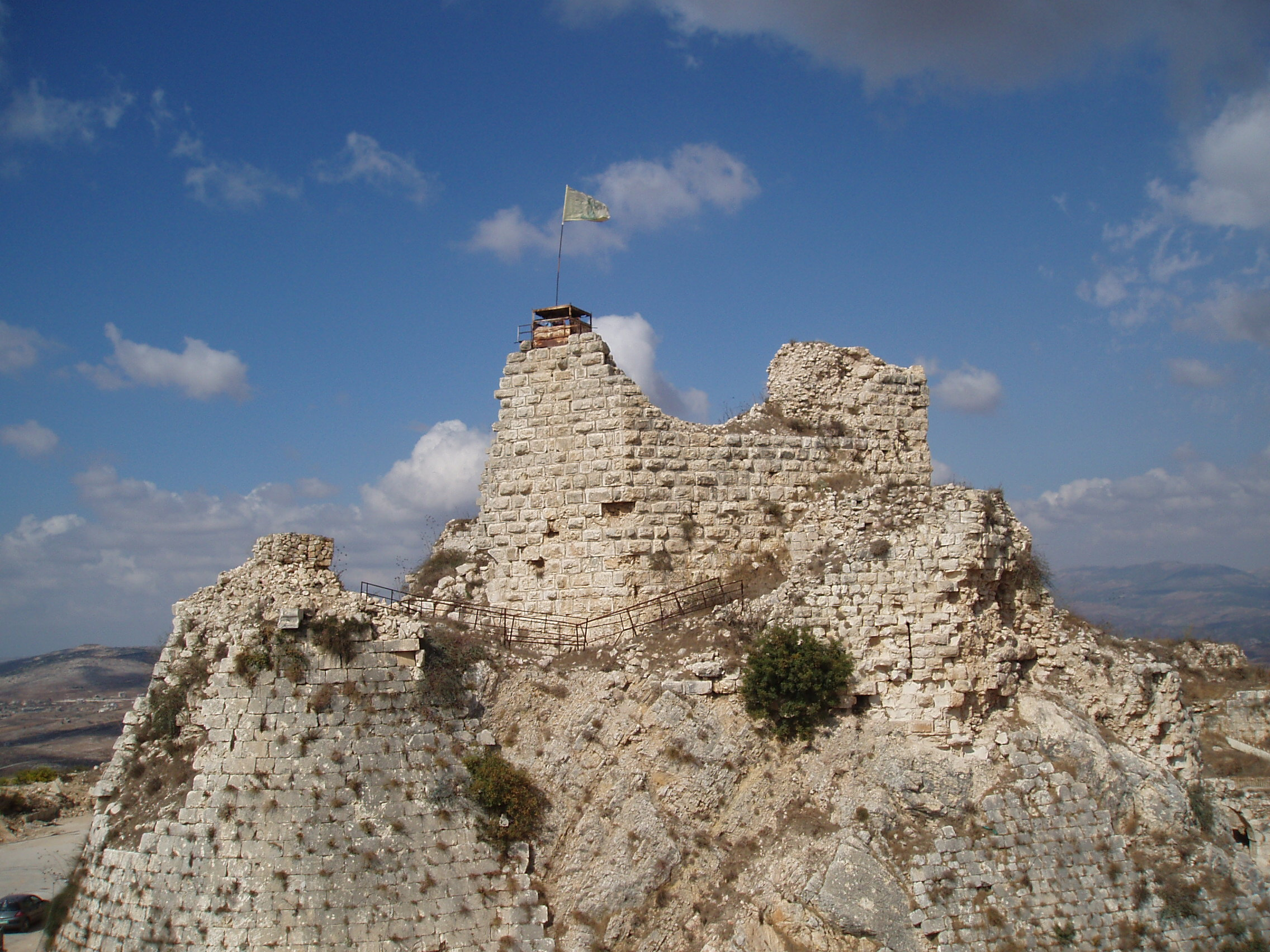
Руины замка Бофор (2005)

Замок Бофор — крепость крестоносцев в провинции Набатия, к юго-юго-востоку от деревни Арнун.
Построен в начале XII века крестоносцами, название получил от французского «bel fort» или «beau fort» («красивый замок»). В 1189 г. был осаждён Саладином. 22 апреля 1190 года был передан Саладину в рамках обмена на Реджинальда де Гранье. В 1240 г. замок Бофор был возвращён султаном Дамаска по имени Аль-Салих Исмаель. В 1260 был продан внуком Реджинальда ордену Тамплиеров.
В 1268 году Султан мамлюков Бейбарс захватил замок, и после этого установилось относительное затишье — на XIV-XVI века. В XVII веке принадлежал ливанскому эмиру Фахр-аль-Дину II. После войны Факхр-аль-Дина с правителем Оттоманской империи Мурадом IV верхняя часть замка была полностью разрушена.
В 1782 губернатор Акры (Акко) захватил замок и уничтожил многие из оставшихся укреплений. Землетрясение в 1837 уничтожило многие части замка, и он был использован в качестве карьера и приюта для отар овец.
При поддержке Франции в замке проводились реставрационные работы с 1920 по 1947 г. В период 1912—1947 годов развалины крепости неоднократно использовалась арабскими отрядами в качестве опорного пункта и импровизированного укрепления. С 1976 стал одной из баз Организации освобождения Палестины и его территория использовалась для ракетных обстрелов Израиля. В результате этого начиная с 1976 по 1980 годы замок подвергся ответным ударам со стороны Армии обороны Израиля. В 2000 году ЦАХАЛ покинул эту местность, укрепления и бункеры были взорваны, во время этого пострадал и замок.
После этого земли замка стали одной из баз организации Хезболла.

### Старинные города

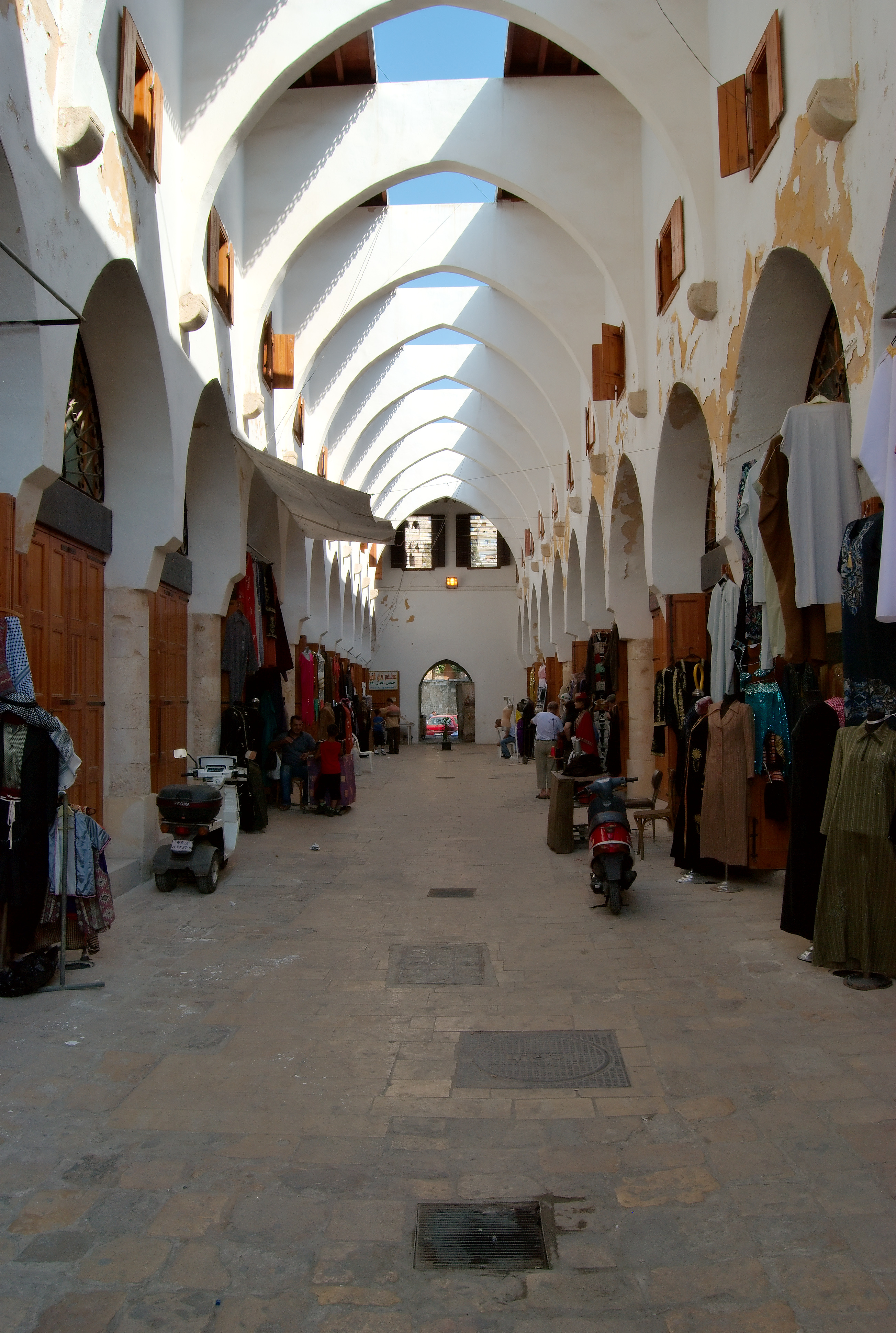
Старый город в Триполи

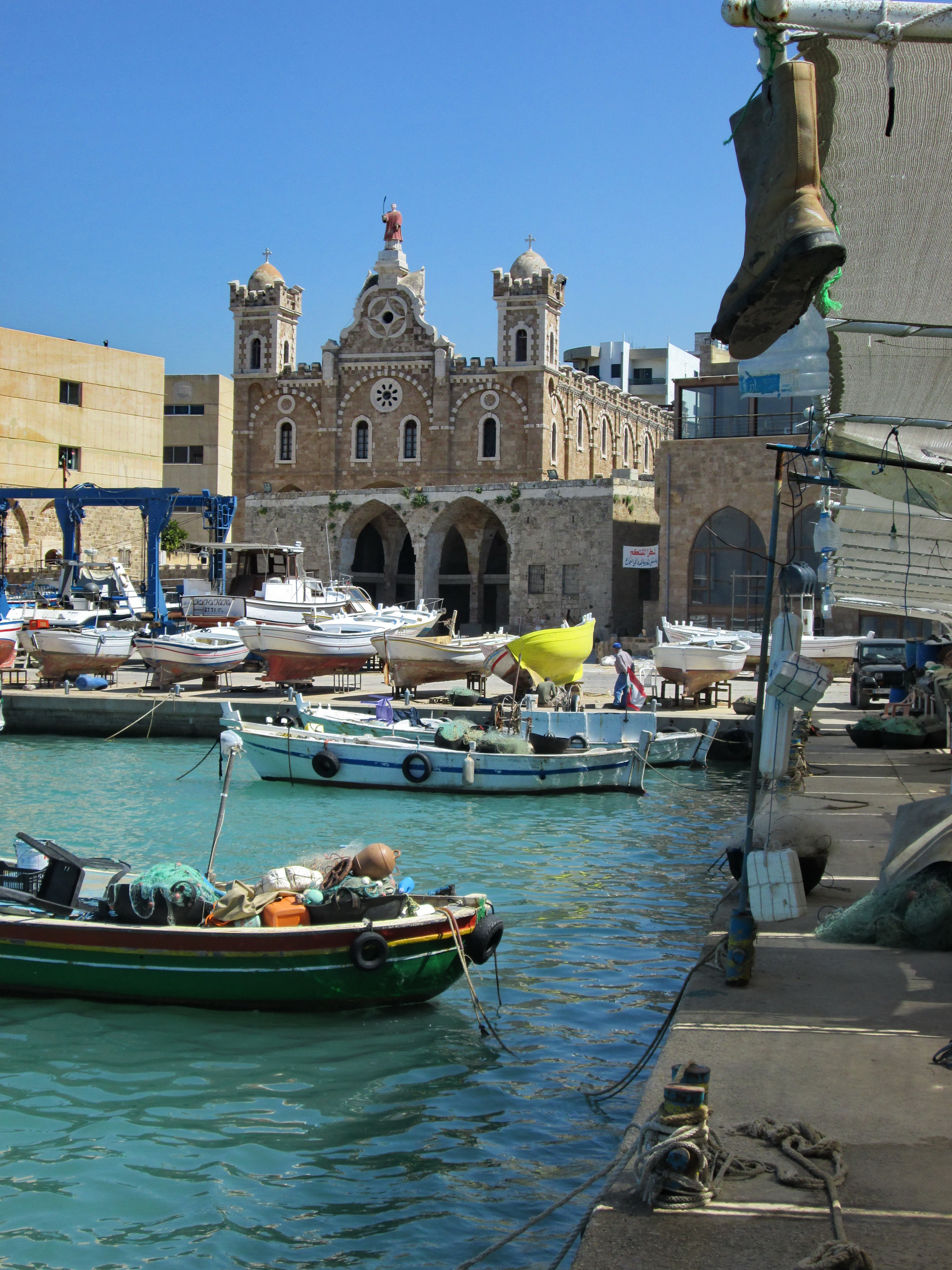
Батрун

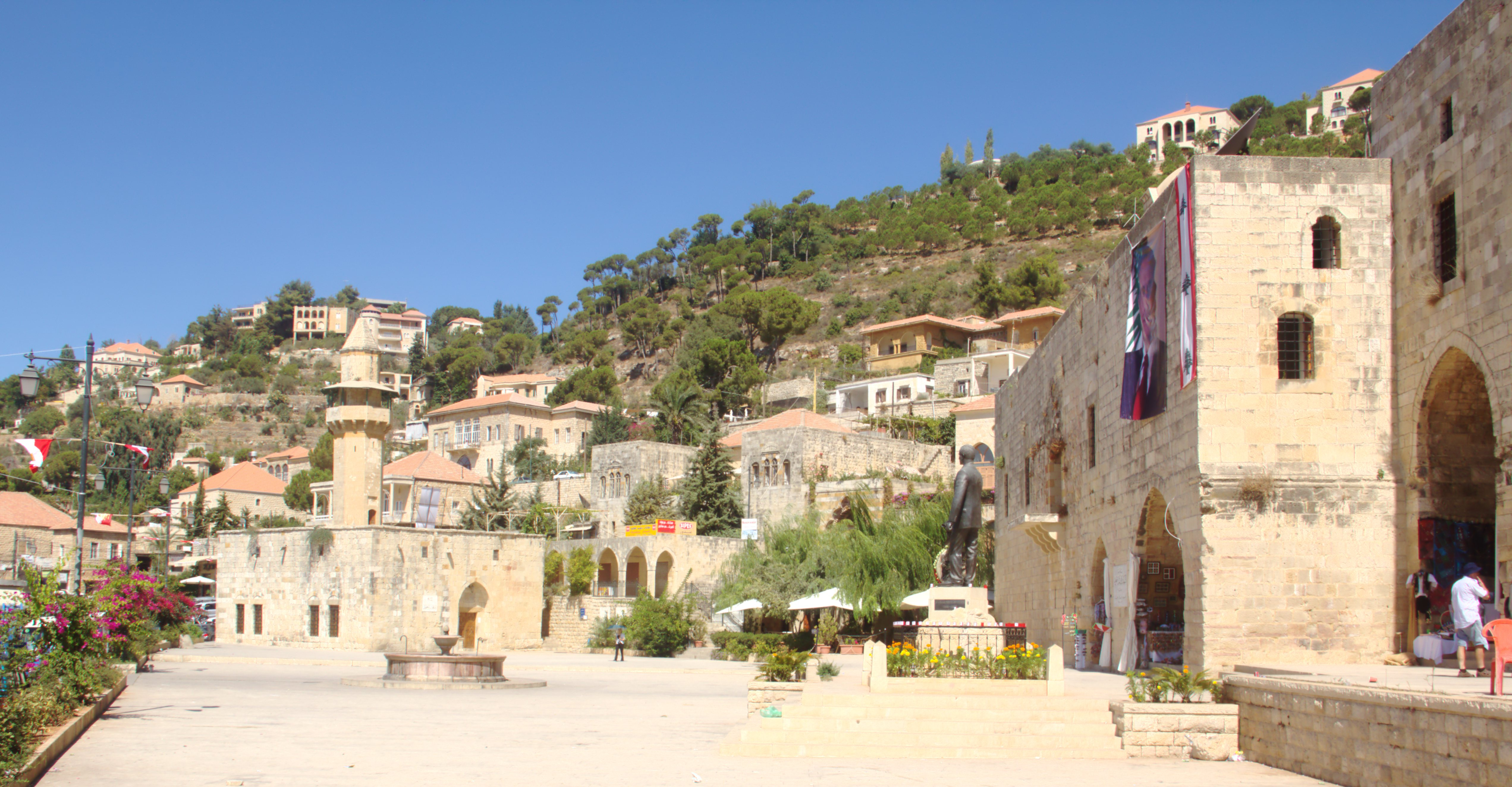
Дейр-эль-Камар

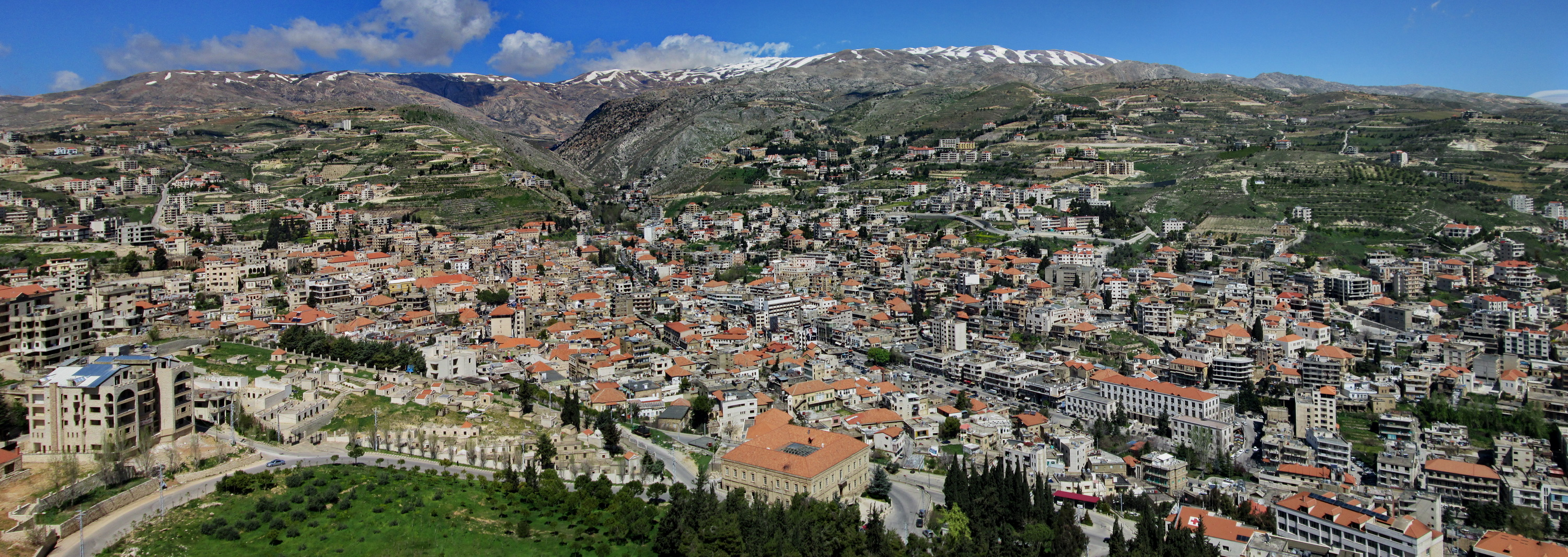
Захле

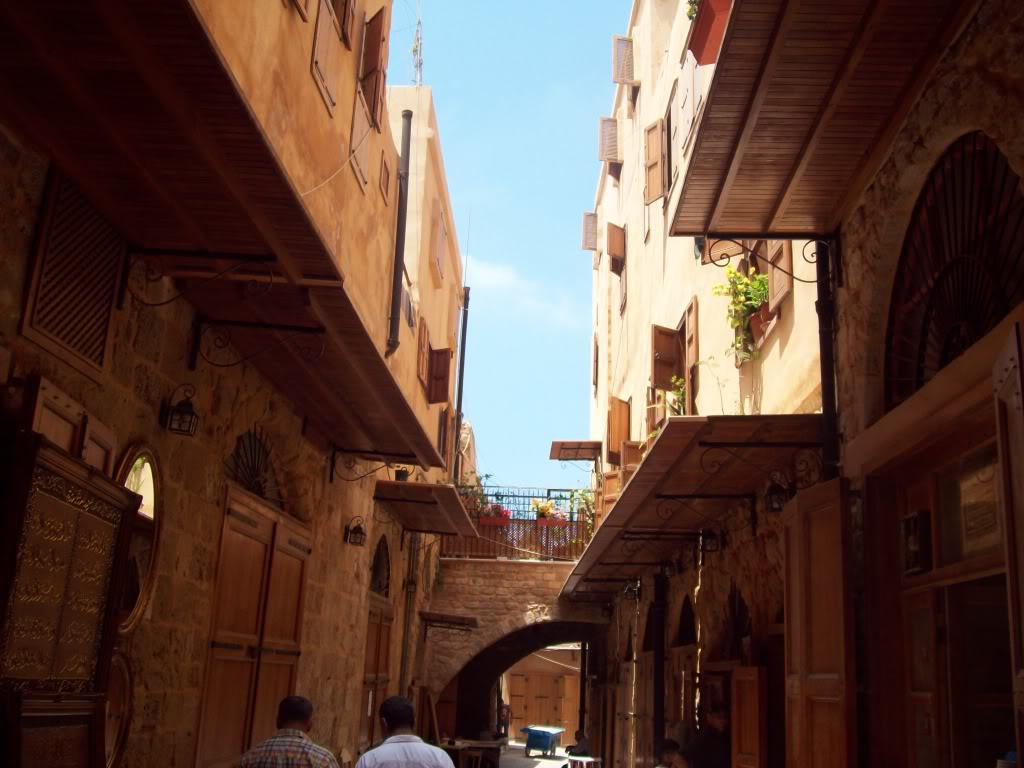
Сидон

Старинные города до настоящего времени представляют собой исторические центры многих ливанских городов и поселков. Большинство из старинных городов расположены на побережье Ливана, что отражает историю страны, чьё население на протяжении веков занималось торговлей и мореплаванием.
Триполи — второй по величине город в Ливане, столица Северного Ливана. Город возник приблизительно в 14 веке до нашей эры и был центром финикийской конфедерации городов, включавшей Тир, Сидон и Арвад, откуда и возникло название «Триполи», что означает по-гречески «Тройной город». Триполи был столицей последнего государства крестоносцев в Леванте и графства Триполи в 12-м веке. Триполи является вторым после Каира городом по уровню представленности архитектуры мамлюков. Триполи был крупным портовым городом, который вел торговлю как с Европой, так и с Алеппо и Дамаском. В Триполи находятся многочисленные исторические памятники, такие как Цитадель Раймунд де Сен-Жиль, мечеть Тейнал, великая мечеть Мансури, хаммамы, медресе, караван-сараи и т. д. Старый город украшают сложные орнаменты, арабески, шестиугольные карнизы, лепные рамы дверей и окон, и многие другие элементы декора. Входы в молитвенные залы, галереи и дворы старого города заметны по элегантным фасадам с декоративными эффектами. Простые или ребристые купола украшают более значимые места, такие как гробницы, михрабы и крытые дворы. Сотовые своды и надписи, украшения в виде рыбьей чешуи украшают минареты, порталы, экстерьеры окон, михрабы и т. д.
Батрун — столица округа Батрун в Северном Ливане. Название города происходит от греческого «Botrys» (также пишется Bothrys), которое позднее было латинизировано в виде Botrus. Историки считают, что греческое название города происходит от финикийского слова Bater, что означает «резать», которое относится к волнорезам, которые построили финикийцы, чтобы защитить город от приливных волн. Другие историки считают, что название города является производным от финикийских слов «бейт труна», что переводится как «дом начальника». Финикийцы основали Батрун на южной стороне мыса и в древности именовали его Теопросопон, а во времена Византийской империи — Литопросопон. Согласно легенде, Батрун был основан Итхубалом I (Ефваала), царём Тира, на дочери которого, Иезавель, женился Ахав. Город был под римским владычеством, а позже был обращён в христианство и стал викариатом Антиохийского Патриархата. Во время бейрутского землетрясения 551 года Батрун был разрушен; есть точка зрения, что большая естественная гавань Батруна возникла во время этого землетрясения. Одна из средневековых достопримечательностей города — Форт Мсейла, который построен на изолированной массивной скале с крутыми склонами, окружённой горами. В Османской империи Батрун был местом маронитской епархии, викариатом маронитского патриархата. С 1999 года был резиденцией маронитской епархии. В настоящее время Батрун состоит из старого города с многочисленными старинными каменными церквями. расположенными вокруг старого финикийского порта.
Дейр эль-Камар — деревня на юге центральной части Ливана, в пяти километрах от города Байт-эд-Дин. В XVI—XVIII веках, Дейр эль-Камар был резиденцией правителей Ливана. Известна также мечетью Фахреддина XV века, дворцом Фахреддина II и другими дворцами. В деревне также находится синагога XVII века, закрытая в настоящее время. Во время своего расцвета деревня Дейр эль-Камар была центром ливанской литературной традиции. Это была первая деревня в Ливане, где был создан свой муниципалитет (в 1864 году). Дейр эль-Камар — родина многих известных ливанских художников, писателей, политиков. В 1840—1860 деревня была столицей друзов Ливана. Одной из важнейших религиозных святынь в Дейр эль-Камар является Богоматерь на холме, известная как Сейдет эль-Тейл. Легенда гласит, что эмир друзов в Дейр эль-Камар однажды увидел свет, исходящий из холма, после чего собрал своих солдат и приказал им раскопать холм. Он сказал им: «Если найдёте исламские символы — постройте мечеть. Если найдете христианские символы — постройте церковь». Солдаты раскопали холм и нашли скалу с крестом на нём, а под крестом — изображения Луны и Венеры. Это было знаком того, что на этом месте сначала был храм, посвящённый Луне и Венере, а затем — церковь, которые могли быть разрушены от землетрясений и войн.
Захле — столица и крупнейший город провинции Бекаа. Он расположен в 55 км к востоку от Бейрута, неподалеку от шоссе Бейрут-Дамаск, лежит на стыке хребта Ливан и долины Бекаа, в среднем на высоте 1000 м. Благодаря своему географическому положению город получил прозвища «невеста Бекаа» и «сосед ущелья», а также «город вина и поэзии». Этот город известный в регионе своим приятным климатом, многочисленными ресторанами и качественным араком. Населён преимущественно греками-католиками. Захле построен на предгорьях Ливанского хребта, над ним поднимается гора Саннин высотой 2628 метров. Захле был основан в начале XVIII века, и в начале XIX века непродолжительное время существовал в качестве независимого государства, имел собственный флаг и гимн. Захле был сожжён в 1777 году и 1791 году, после чего в 1860 году во время конфликта между христианским населением города и друзов из соседних областей был снова сожжён и разграблен. Строительство железной дороги между Бейрутом и Дамаском в 1885 году принесло процветание Захле, который стал центром пересечения торговых путей между Ливаном, Сирией и Ираком, продолжая оставаться аграрным центром. В городе находится большое количество домов из известняка, покрытых красной черепицей. В нём располагаются несколько зданий эпохи Османской империи, несколько старых церквей, статуя Богоматери Бекаа, и большой сераль. Однако наиболее привлекательным объектом для туристов в Захле является 300-метровая набережная вдоль реки, где расположены многочисленные ресторанами, кафе и игровые комнаты.
Сидон — третий по величине город в Ливане, столица Южного Ливана. Расположен на берегу Средиземного моря, в 40 км к северу от Тира и в 40 км к югу от Бейрута. Был одним из важнейших финикийских городов. Гомер высоко ценил мастерство сидонцев в производстве стекла, фиолетовых красителей, а также искусство вышивки местных женщин. Возможно, что из Сидона началась колонизация будущего города Тира. Подобно другим финикийским городам-государствам, Сидон за свою историю неоднократно страдал от набегов завоевателей. В 351 г. до н. э. он был захвачен императором Артаксерксом III, а затем Александром Македонским в 333 году до н. э. При преемниках Александра, Сидон пользовался относительной автономией и организовывал состязания, в которых принимали участие лучшие спортсмены региона. Историческое ядро Сидона — старый город эпохи мамлюков, расположенный между Морским замком и замком Сент-Луис. Этот средневековый город, расположенный на мысе, выступающем в море, и окружённый стенами, очень хорошо сохранился и до сих пор обитаем. Старый Город представляет собой лабиринт сводчатых и извилистыми узких улочек. На улочках расположены многочисленные сувенирные магазины и мини-рынки, старинные пекарни, где пекут хрустящий хлеб из цельной пшеницы, который называется «каак». Многие улицы носят названия профессий — «улица плотников», «улица портных» и т. д. Несколько мечетей, начиная с эпохи Омейядов, до сих пор сохранились и открыты для посещений. Исторически Сидон использовался Дамаском и Горным Ливаном в качестве перевалочной базы для импорта и экспорта товаров из Египта и Европы, что наложило свой отпечаток на инфраструктуру города: большое количество караван-сараев, крупнейший из которых — «Хан-эль-франджи», старые порты с причалами и Морской замок Сидона — форт, который охраняет порт.

### Музеи

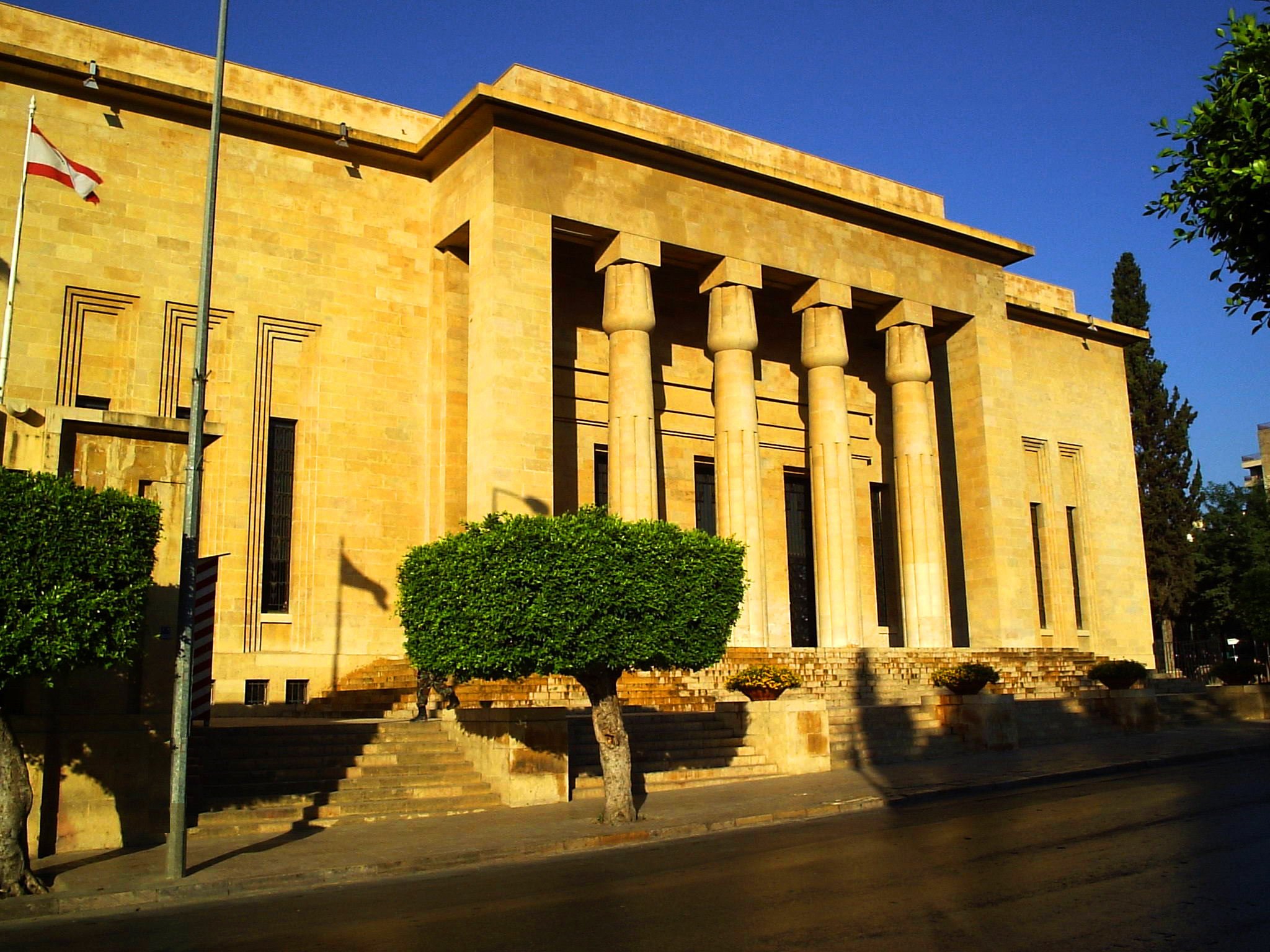
Национальный музей Бейрута

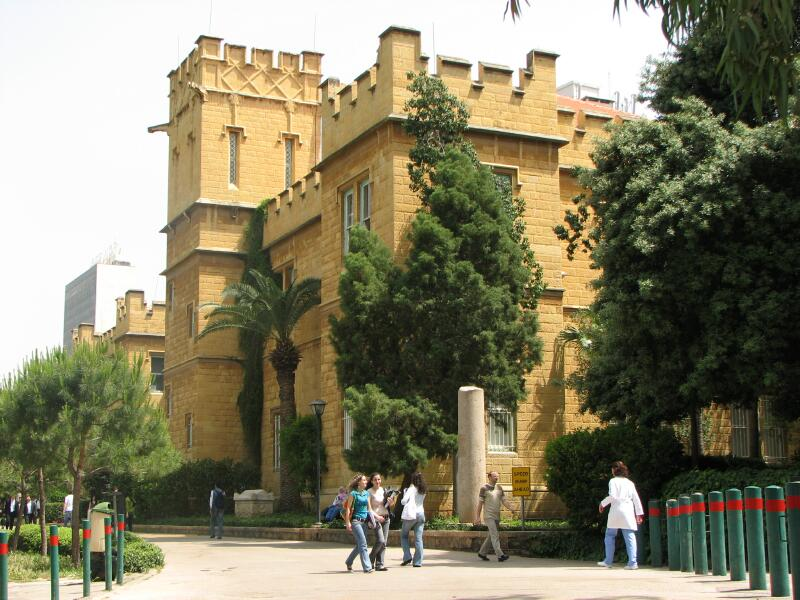
Археологический музей Американского университета в Бейруте

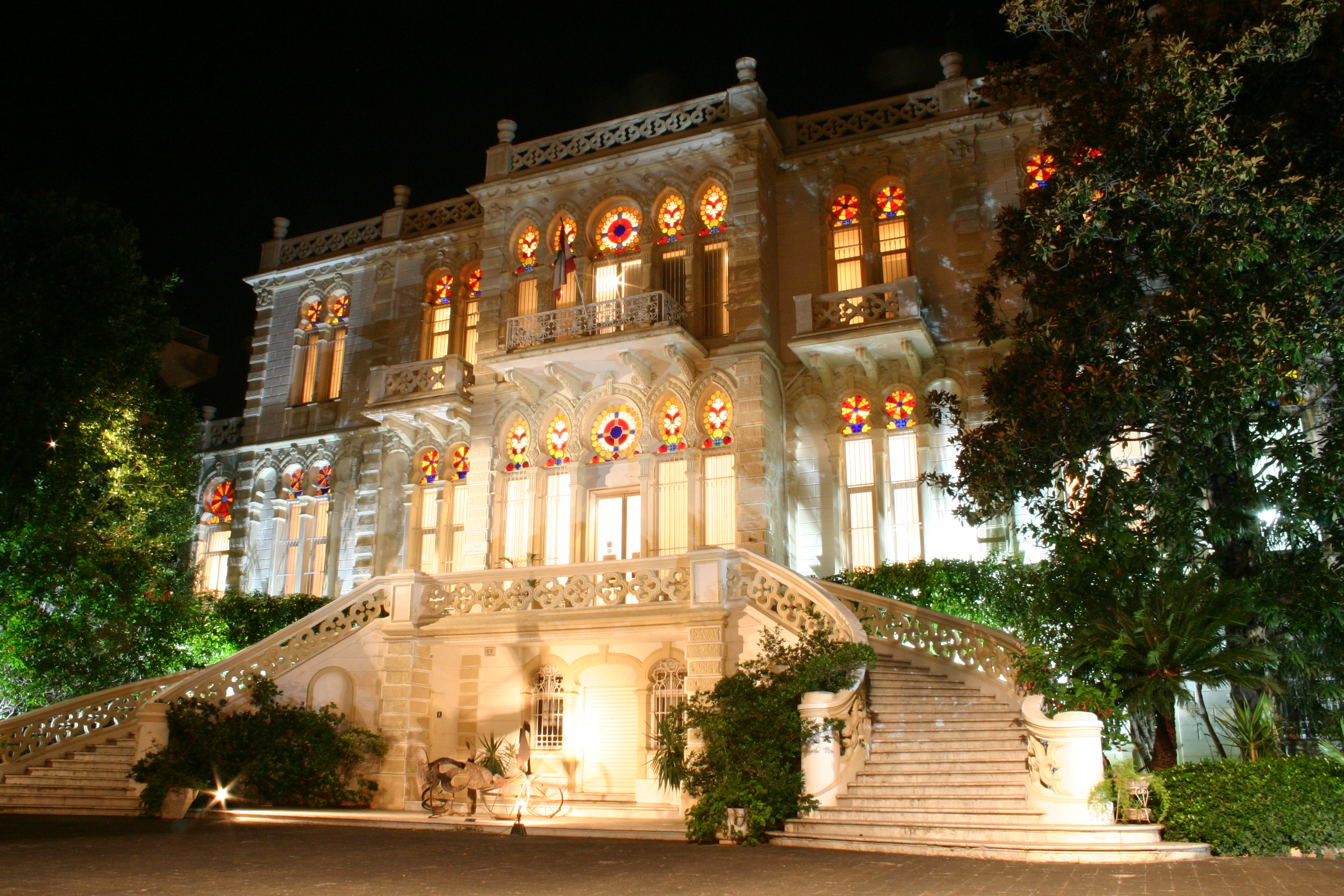
Музей Сурсок

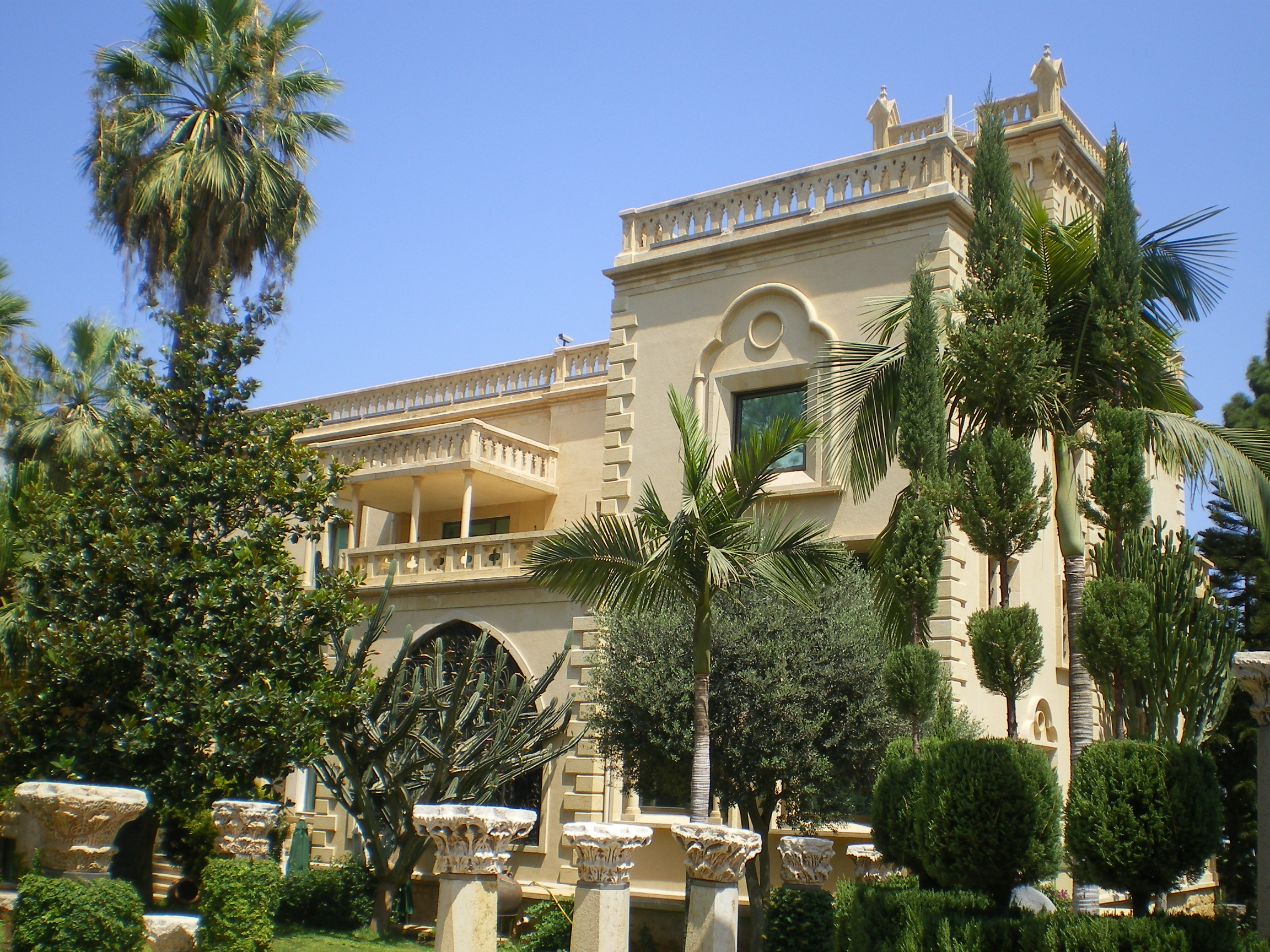
Частный музей Роберта Муавада

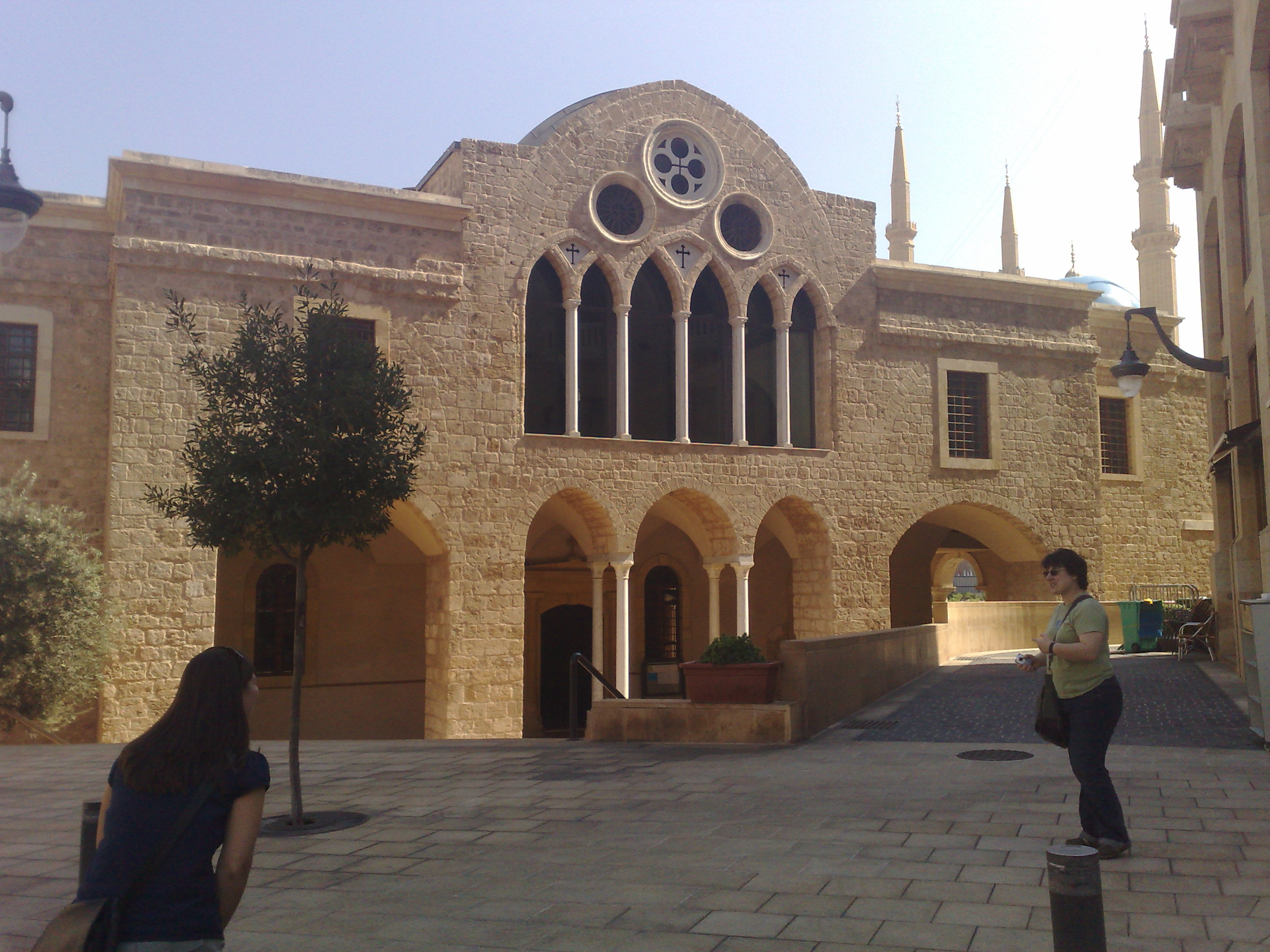
Греческий православный собор Святого Георгия

Национальный музей Бейрута — главный археологический музей в Ливане. Коллекция музея начала формироваться после первой мировой войны, но музей был официально открыт в 1942 году. Коллекция музея насчитывает около 100 000 объектов, большинство из которых являются античными и средневековыми артефактами. В экспозиции музея представлено около 1300 экспонатов, датируемых от доисторических времен до периода мамлюков. Здание музея спроектировано в египтизирующием стиле и построено из ливанского известняка цвета охры. Экспозиция занимает подвал, цокольный этаж, мезонин и террасу; центральный блок над мезонином покрыт стеклянной крышей, что создаёт естественное освещение в залах музея. Общая площадь экспозиции составляет 6000 квадратных метров, запасники и административные помещения занимают около 1000 квадратных метров. Экспозиция музея выстроена по хронологическому принципу — начиная с первобытного общества и заканчивая эпохой Османской империи. На первом этаже расположено 83 крупных объекта (саркофаги, мозаичные статуи и рельефы). На верхнем этаже находится 1243 малых и средних артефакта, расположенных в хронологическом порядке.
Музей Джебрана — бывший монастырь Мар Саркис в Бишари, в 120 километрах от Бейрута, посвящён жизни и деятельности ливанского художника, писателя и философа Халиля Джебрана (1883—1931). Музей основан в 1935 году, его экспозиция включает 440 картин и рисунков Джебрана, мебель, его личные вещи и рукописи. На территории музея также находится могила Джебрана. Здание, в котором находится музей, было куплено сестрой Джебрана в 1931 году по его просьбе. В 1975 году Национальный комитет Джебрана восстановил и расширил здание музея, и ещё больше расширил в 1995 году.
Археологический музей Американского университета в Бейруте является третьим по возрасту музеем на Ближнем Востоке, после музеев Каира и Стамбула. В музее представлены левантийские артефакты от каменного века до исламского периода. Музей был создан в 1868 году после того, как американский военный и археолог итальянского происхождения Луиджи Пальма ди Чеснола подарил создаваемому Американскому университету в Бейруте коллекцию образцов посуды, найденных при раскопках на Кипре. В период с 1902 по 1938 году музей приобрёл коллекции со всего Ближнего Востока. экспозиция музея была закрыта во время второй мировой войны и вновь открылась в 1948 году. В 1950-х площадь экспозиции была удвоена. Экспозиция организована по хронологическому принципу, в залах установлены дисплеи, на которых демонстрируется история гончарного ремесла. Демонстрируются также коллекции Чеснолы — керамика Кипра от бронзового века до эпохи Римской империи. Коллекция первобытных артефактов включает в себя объекты эпох палеолита и неолита. Коллекция из раскопок Ксар Акил подарена сотрудниками Бостонского университета, которые вели там раскопки в 1948 году. На дисплее можно видеть стратиграфию 23-метрового пласта, в котором расположено 37 культурных слоёв, принадлежащих нескольким культурам.
Музей Сурсок — музей современного искусства, расположенный в бейрутском районе Ашрафия, на улице Сурсок к востоку от центра города. Здание музея принадлежало бейрутскому аристократу Николасу Сурсоку (ум.1961), который завещал свою виллу городу Бейруту. Здание представляет собой особняк 18 века, построенный с сильным влиянием венецианского и оттоманского стиля. Коллекция музея состоит из 5000 экспонатов, среди которых картины, скульптуры, керамика, изделия из стекла и иконы 18 — 20 веков. В постоянной коллекции музея находятся работы многих ливанских и зарубежных художников, таких как Шафик Аббуд, Рафик Шараф, Омар Онси, Ареф Рейес и многих других. В настоящее время проходит реконструкция музея, что должно увеличить площадь экспозиции с 2 тысяч до 7 тысяч квадратных метров, также появятся дополнительные выставочные залы, библиотека, книжный магазин и музыкальная комната.
Частный музей Роберта Муавада — резиденция в квартале Бейрута Зокак эль-Блат, в которой ливанский бизнесмен Роберт Муавад создал музей. Здание построено в неоготическом стиле по проекту ливанского политика и коллекционера произведений искусства Анри Филиппа Фарауна в 1911 году. Архитектура дворца отражает влияние на Фарауна исламского искусства. Музей был открыт 11 мая 2006 года. В нём располагаются экспонаты, отражающие особенности восточной и западной культур, редкая коллекция книг, коллекция китайского фарфора, керамика, византийские мозаики, римские мраморные скульптуры, банки и кувшины, исторические колонны, глиняная посуда, старинное оружие, уникальные ковры, сложные ювелирные украшения, редкие драгоценные камни, мелькитские иконы и древние рукописи.
Музей ливанской первобытной истории был открыт в июне 2000 года в честь 125-летия Университета Святого Иосифа в Бейруте. Музей занимает в общей сложности 350 квадратных метров на двух уровнях. В музее хранится большое количество древних артефактов, собранных факультетом гуманитарных наук Университета Святого Иосифа. В 1988 году в университете был создан научно-исследовательский центр, развитие которого привело к созданию Музея в июне 2000 года. Среди экспонатов музея — уникальная коллекция животных и человеческих костей, неолитическая керамика, каменные орудия труда и другие предметы старины из более чем 400 археологических памятников. Эти коллекции до конца 1990-х годов были доступны только специалистам.
Музей Греческого православного собора Святого Георгия находится в православном соборе Святого Георгия на площади Неджме в Бейруте. Это относительно небольшой музей, расположенный на месте, где 2 тысячи лет назад были построены 7 христианских церквей. Музей находится в склепе под собором в его экспозиции находятся масляные лампы, глиняные и терракотовые горшки, декоративные статуи и распятия, найденные в различных местах. Реликвии расположены под стеклянными панелями, также стеклянная перегородка отделяет склеп от церковного алтаря, расположенного прямо над ним. Маршрут для посетителей музея предусматривает 12 остановок, по пути следования находятся надгробия, мозаики, погребальные камеры, гравюры на камнях и колоннах, хорошо сохранившиеся скелеты, а также фрагмент древней мощёной дороги. Руины были раскопаны ливанскими археологами ливанской перед реставрацией собора; полагают, что здесь располагалась знаменитая древняя бейрутская школа права, разрушенная во время Бейрутского землетрясения 551 года.
Другие крупные музеи Ливана:
- Музей Амина Рихани
- Музей М.Фаруха
- Музей и библиотека Католикоса Киликии
- Музей Баальбека
- Музей искусств Дахеша
- Музей ливанского наследия[англ.]
- Музей фоссилий в Библе
- Музей восковых фигур в Библе
- Музей «Память времени»
- Музей мыла в Сидоне[англ.].

## Объекты Всемирного наследия ЮНЕСКО

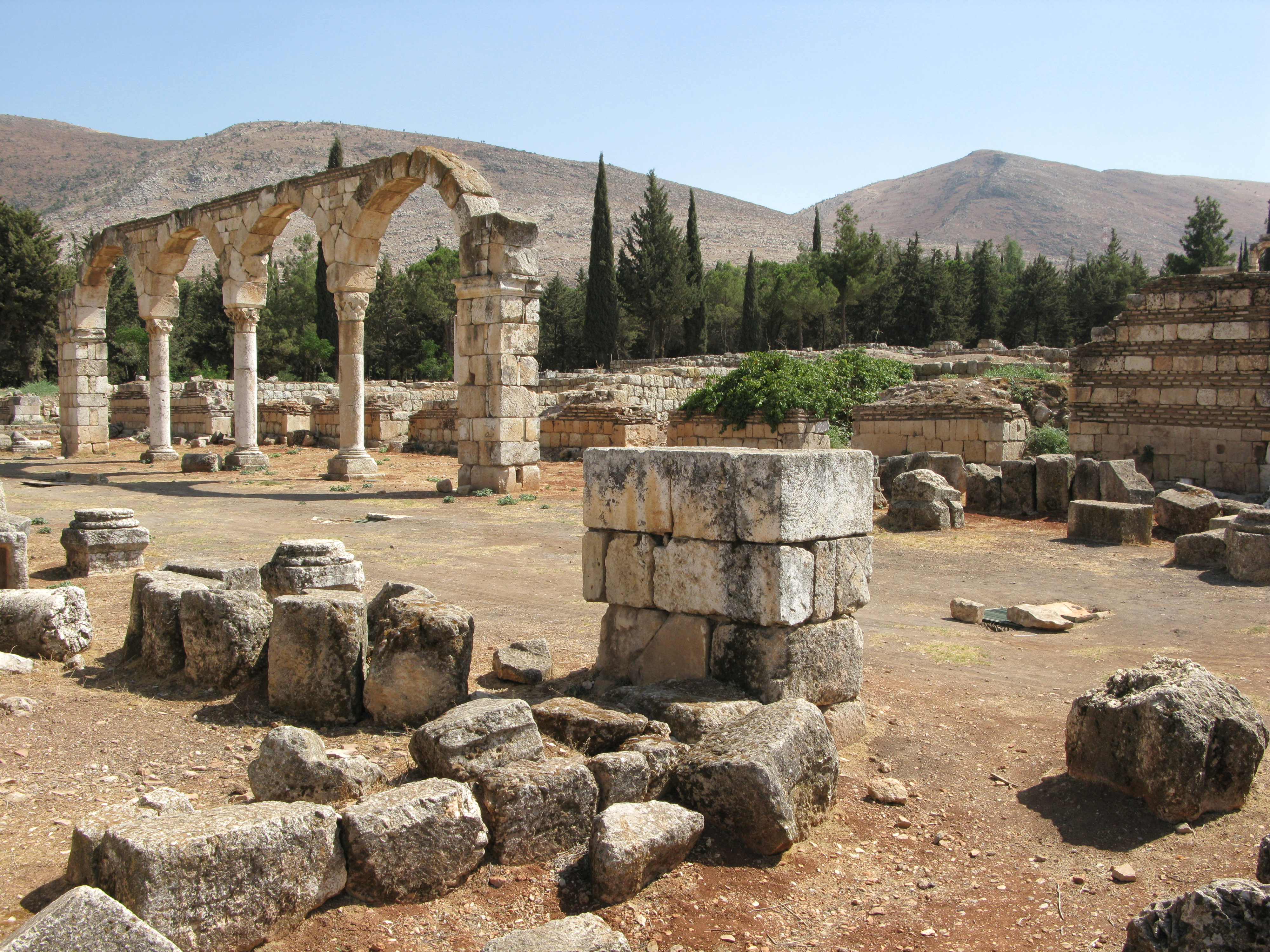
Тетрапилон в центре древнего города Анджар

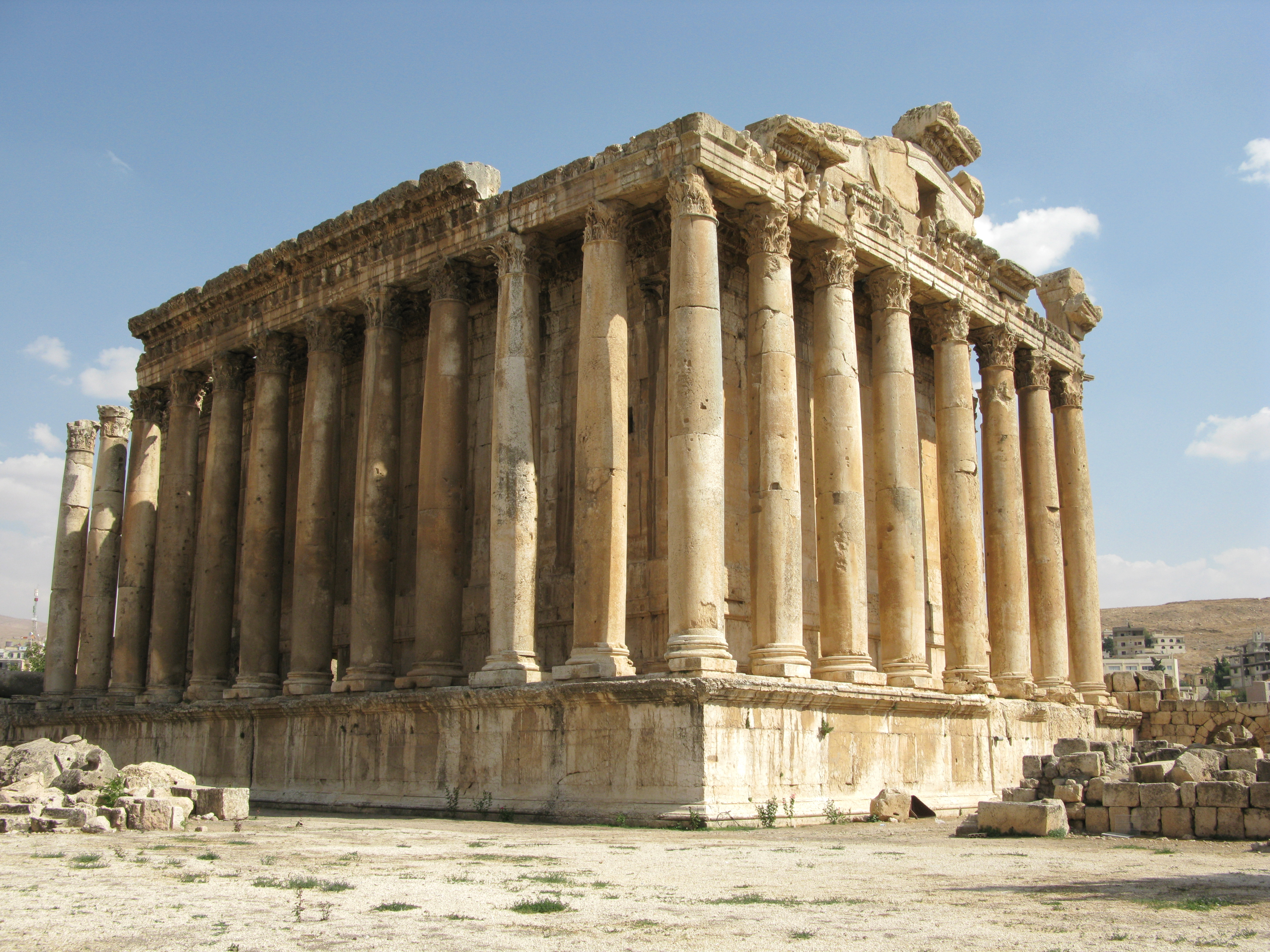
Римский храм Диониса в Баальбеке

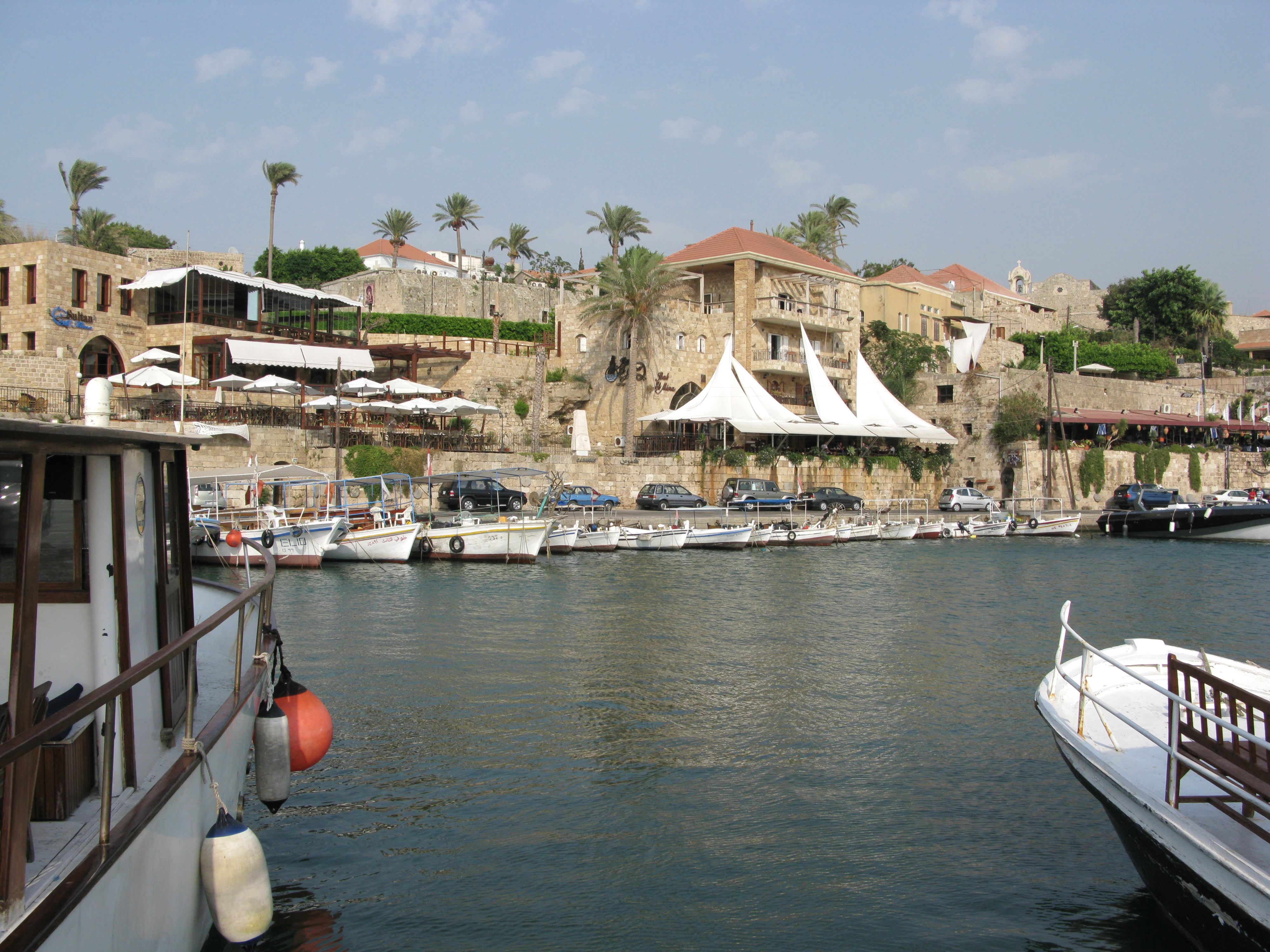
Древний порт Библоса

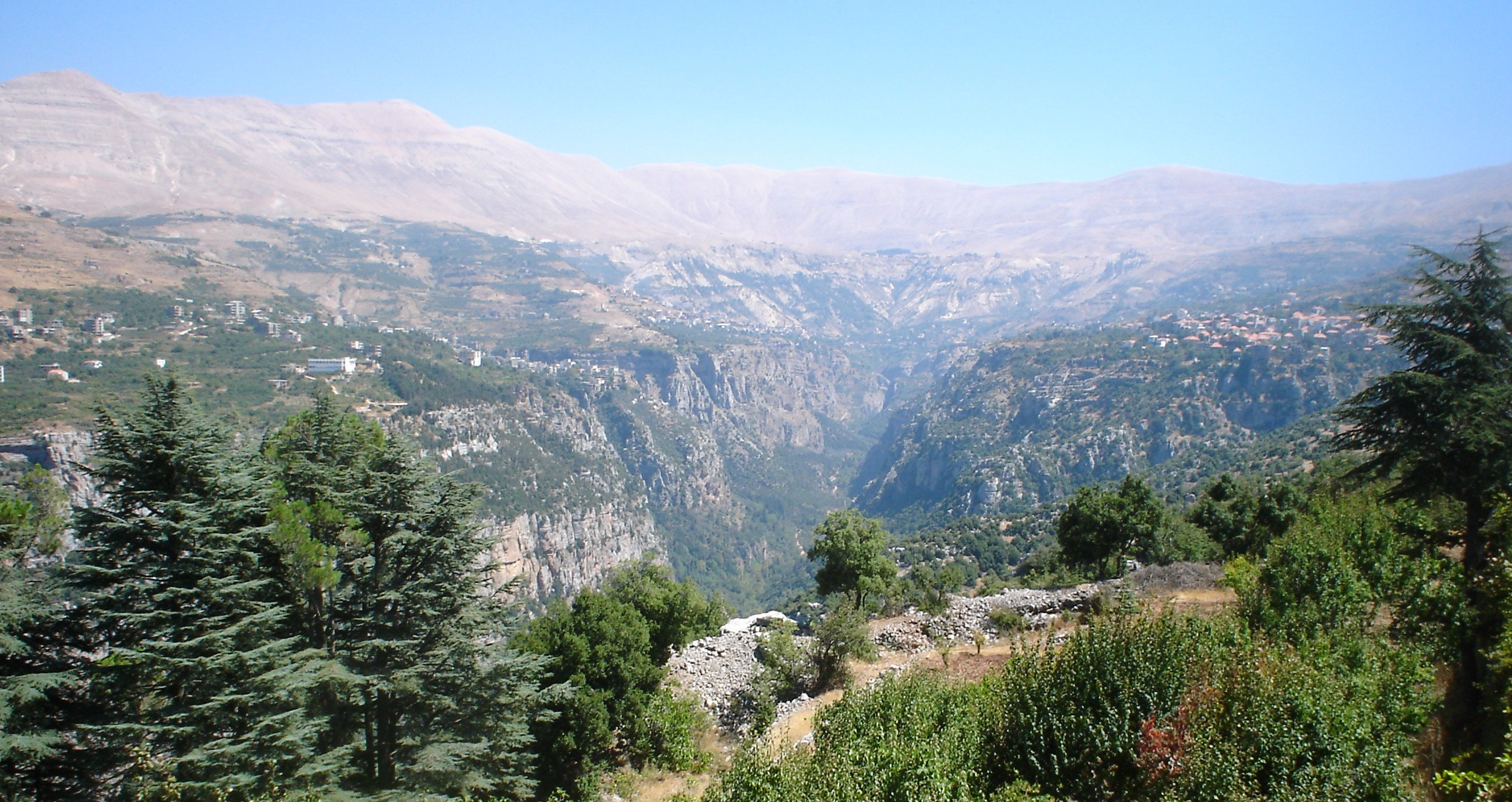
Вид на долину Уади-Кадиша и Священный кедровый лес

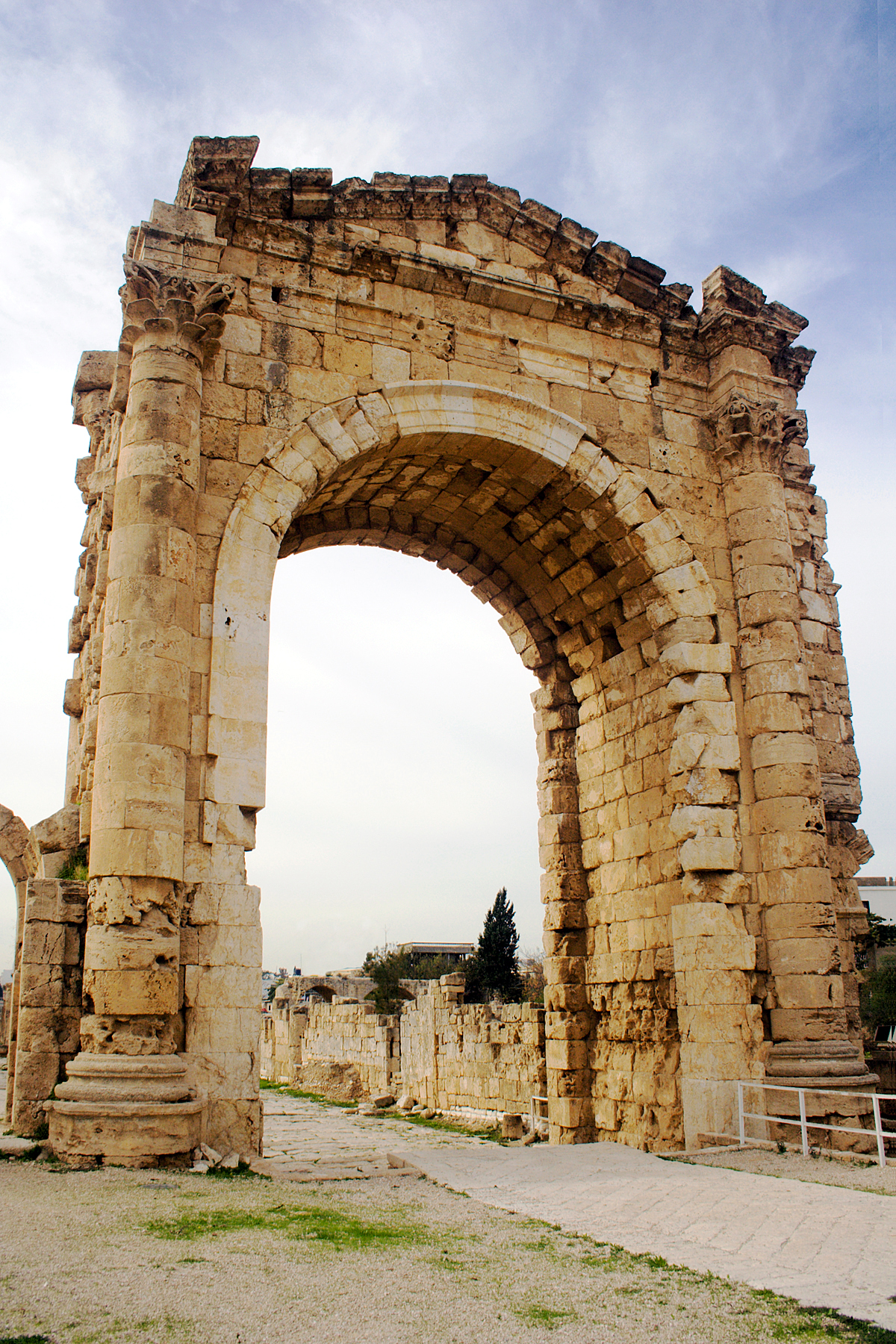
Триумфальная арка в Тире

### Анджар
Старинный город Анджар, включённый в список Всемирного наследия ЮНЕСКО в 1984 году, известен как центр левантийских торговых путей, его возраст насчитывает 1300 лет. Анджар был основан в начале VIII века омейядским халифом Аль-Валидом I ибн Абдул-Маликом, его название происходит от арабского «Айн Джерра» («источник Джерра»). Развалины города занимают площадь 114 тысяч квадратных метров и окружены каменными стенами, 7 метров высоты и толщиной более 2 метров. Прямоугольная планировка города следует традициям римского градостроительства, а каменная кладка зданий — византийским традициям. Две главных улицы города — Кардо Максимус, идущая с севера на юг, и Декуманус Максимус, идущая с востока на запад, обе имели 20-метровую ширину и делили город на четыре квадранта. На перекрестке в центре города размещались 4 тетрапилона — сооружения кубической формы, с воротами на каждой из четырёх сторон .

### Баальбек
В эпоху финикийцев Баальбек был небольшой деревней, население которого поклонялось божествам плодородия — Баалу, Анат и Хададу. В эллинистическую эпоху город получил название Гелиополь и был значительно перестроен после завоевания римлянами в 64 году до нашей эры. Римляне превратили город в святилище для поклонения Юпитеру, Венере и Меркурию, в честь которых на протяжении двух столетий сооружались колоссальные храмы.
В настоящее время посетители Баальбека, пройдя через римские пропилеи и две больших площади с колоннадами, могут посетить храмовый комплекс, включающий в себя:
- Храм Юпитера — крупнейший храм за всю историю Древнего Рима. К настоящему времени от него сохранилось только шесть из 54 коринфских колонн, каждая высотой 22 метра и 2 метра в диаметре;
- Храм Бахуса — наиболее хорошо сохранившийся римский храм на Ближнем Востоке. По размерам он меньше, чем храм Юпитера, но при этом больше, чем Парфенон в Афинах. Отношение этого храма к остальной части храмового комплекса до настоящего времени остаётся загадкой;
- Храм Венеры расположен в юго-восточной части комплекса. В византийский период этот храм был переделан в церковь в честь святой Варвары.
- От храма Меркурия осталась часть лестницы, которая находится холме шейха Абдаллы, на небольшом расстоянии от главного храма[20] .

Баальбек был внесен в список Всемирного наследия в 1984 году.

### Библос
Город Библос был внесён в список Всемирного наследия в 1984 году. Первые поселения на этом месте появились ещё в эпоху неолита, история города насчитывает несколько тысяч лет и тесно связана с распространением финикийского алфавита.
Основные туристические достопримечательности в Библосе:
- Древние финикийские храмы, которые включают в себя Большой храм или L-образный храм, храм Баалат Гебал, и храм обелисков;
- Замок крестоносцев XII века, расположенный недалеко от порта;
- Мечеть Библоса, считается старейшей мечетью в мире;
- Средневековая городская стена;
- Музей восковых фигур Библоса;
- Церковь Иоанна Крестителя, построенная крестоносцами в 1150 году;
- Музей ископаемых Библоса;
- Исторический квартал и базары, рядом с входом к местам археологических раскопок.

### Долина Уади-Кадиша и лес Хорш-Арз-эль-Раб
Долина Уади-Кадиша и лес Хорш-Арз-эль-Раб (Священный кедровый лес) включены в список Всемирного наследия в 1998 году. В долине Уади-Кадиша, расположенной в отрогах Западного хребта Ливана, располагалось поселение монахов периода раннего христианства. Рядом с долиной находится лес Хорш-Арз-эль-Раб — заповедник для сохранения последних экземпляров разновидности ливанских кедров, использовавшихся в древности для строительства финикийских судов и ркультовых зданий.
В долине Уади-Кадиша расположены следующие монастыри:
- Монастырь Каннубин, старейший из монастырей маронитов в долине;
- Кузайя или монастырь святого Антония Великого, основанный в 4 веке Святым Иларионом;
- Монастырь Богоматери в Хаука, основанная в конце 13 века крестьянами из деревни Хаука;
- Монастырь Мар Саркис-у-Бахос (Ихден);
- Монастырь Мар-Лишаа, построенный орденом маронитов и Орденом босых кармелитов;

Также в долине находятся монастыри Мар Джирджис, монастырь Мар Юханна, монастырь Мар Абун с поселением отшельников Мар Саркис и монастырь Maр Моура в Ихдене.

### Тир
Тир был внесён в список Всемирного наследия в 1984 году. Город, известный как родина пурпурной краски, основал несколько колоний в Средиземноморье, таких как Карфаген и Кадис. В Тире последовательно существовали несколько цивилизаций — финикийцы, древние греки, римляне, крестоносцы и турки-османы. В городе до настоящего времени сохранились некоторые исторические объекты, в основном периода римского господства.
Основные археологические памятники в Тире:
- Аль-Басс, где находятся три монументальных арки, обширный некрополь и большой ипподром (все построены в период II—VI веков);
- Развалины старого финикийского города, где расположены колоннады, здания общественных бань, мозаики, большой жилой квартал и прямоугольная арена.

## Популярные туристические направления в Ливане

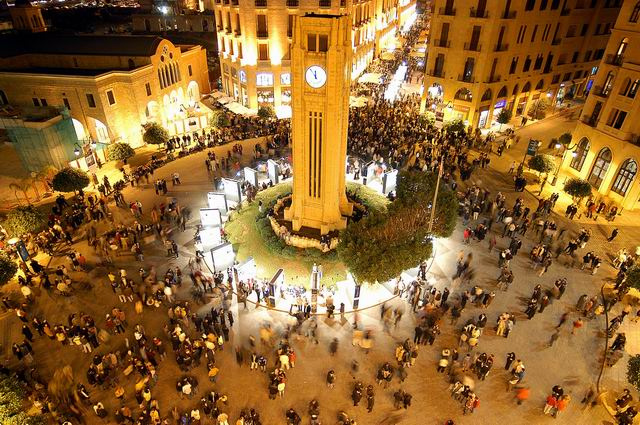
Площадь Неджме в центральном округе Бейрута

- Сайда — город с 6000-летней историей на южном побережье Ливана. Знаменит своим музеем мыла, Сидонской крепостью, Старым городом, статуей богородицы в Магдуше, храмом Эшмуна и другими достопримечательностями;
- Мзаар Кфардебиан — известный ливанский горный и горнолыжный курорт;
- Джуния — местность, где находится статуя Девы Марии Ливанской (Джуния);
- Джейта — одна из самых живописных известняковых пещер в мире;
- Байт-эд-Дин — небольшой город в районе Шуф, в котором находится одноимённый дворец и проходит ежегодный фестиваль искусств[англ.];
- Батрун — небольшой город на севере Ливана, со знаменитой крепостью, построенной крестоносцами;
- Триполи — второй по величине город страны, с известным базаром и крепостью Мон-Пелерен;
- Бейрут — столица страны, её культурный и экономический центр, самое посещаемое туристами место в Ливане. Здесь находится большое количество отелей, ресторанов, кафе, ночных клубов и т. д. В течение лета, площади и парки Бейрута превращаются в огромные концертные залы под открытым небом, где выступают местные и зарубежные исполнители.

## Фестивали в Ливане

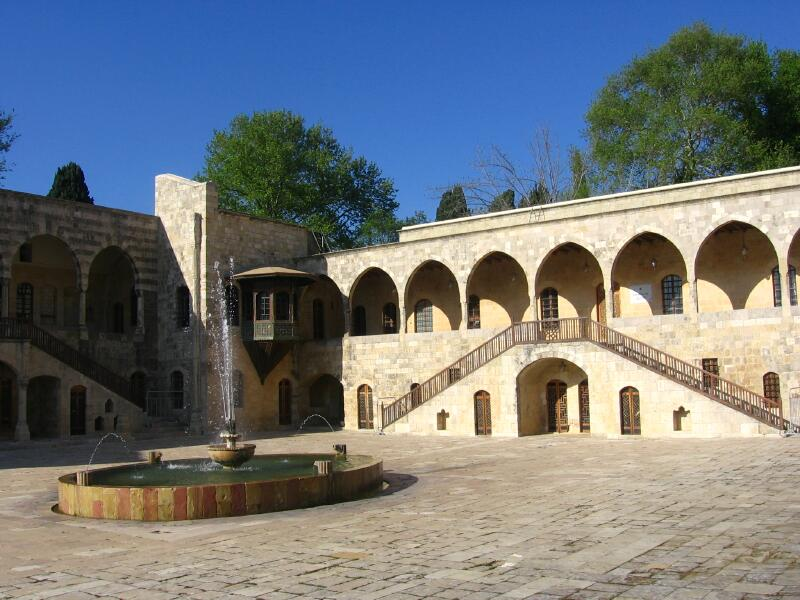
Внутренний двор во дворце Байт-эд-Дин, где проходит фестиваль искусств.

В Ливане, особенно в летний сезон, проходит большое количество фестивалей, многие из которых проводятся в исторических местах, в том числе в Баальбеке, Библосе и Байт-эд-Дине.
Основные ливанские фестивали :
- Фестиваль в Анджаре
- фестиваль в Аль Бустане
- Фестиваль искусств в Баальбеке[англ.]
- Фестиваль искусств в Байт-эд-Дине[англ.]
- Фестиваль искусств в Библосе[англ.]
- фестиваль в Дейр эль Камаре
- фестиваль в Тире.